# Nekrolog 1888
Nekrolog
◄◄
| ◄
| 1884
| 1885
| 1886
| 1887
| 1888 | 1889 | 1890 | 1891 | 1892 | ► | ►►
Weitere Ereignisse | Allgemeiner Nekrolog 1888
Die Beschreibung der verstorbenen Person sollte so kurz wie möglich gehalten sein und nur deren signifikante Tätigkeit(en) enthalten.
Neue Namen ggf. auch unter dem Geburts- und Sterbedatum, also etwa unter 1. Januar und im Geburts- und Sterbejahr (2024) eintragen (nur bei entsprechender großer Wichtigkeit). Für Beispiele siehe die schon vorhandenen Artikel.
Außerdem über die fünf zuletzt Verstorbenen, zu denen es einen ausreichend guten Artikel für eine Präsentation auf der Hauptseite gibt, nach der todesbedingten Überarbeitung der Artikel ggf. auch unter Wikipedia Diskussion:Hauptseite informieren und sie am besten auch in den anderen Wikipedia-Sprachversionen eintragen. Tipp: Regelmäßig bei news.google.de nach „ist tot“, „gestorben“ oder „verstorben“ suchen.
Wenn eine Person gestorben ist, gibt es viele Seiten zu dieser Person in der Wikipedia, die davon auch betroffen sind und entsprechend aktualisiert werden müssen. Beispiele: Namenübersichtsseite, Geburtsjahr, Geburtsort-Seiten und viele mehr.
Wie finde ich die betroffenen Seiten?
Im Suchfeld auf der linken Seite gibt man den Suchbegriff so ein: „Vorname Nachname“. Dann klickt man auf Volltext und alle Seiten mit entsprechendem Suchtext werden aufgerufen. Hier sieht man dann schnell, wo auch das Todesjahr Sinn macht oder sogar ein Teil des Artikels angepasst werden muss. Auch hilft das „Werkzeug“ auf der linken Seite sehr gut, um solche Seiten aufzufinden: „Links auf diese Seite“. Somit ist die Wikipedia wieder aktuell in allen Bereichen! Hinweis: bei Eintragung der Kategorie „Gestorben JAHR“ wird der Missbrauchsfilter 49 ausgelöst, was jedoch nicht schlimm ist. Siehe: Spezial:Missbrauchsfilter/49
Dies ist eine Liste von im Jahr 1888 verstorbenen bekannten Persönlichkeiten. Die Einträge erfolgen innerhalb der einzelnen Daten alphabetisch sortiert. Tiere sind im Nekrolog für Tiere zu finden.

## Januar
| Tag        | Name                                         | Beruf, bekannt als                                                                          | Alter | Beleg  |
| ---------- | -------------------------------------------- | ------------------------------------------------------------------------------------------- | ----- | ------ |
| 1. Januar  | Joseph Bassett Holder                        | amerikanischer Zoologe                                                                      | 63    |        |
| 1. Januar  | Lewis Davis                                  | walisischer Unternehmer                                                                     |       |        |
| 2. Januar  | Uno Cygnaeus                                 | finnischer leitender Landesschulinspektor                                                   | 77    |        |
| 2. Januar  | Joel Parker                                  | US-amerikanischer Politiker                                                                 | 71    |        |
| 2. Januar  | Isaac R. Trimble                             | Generalmajor des Konföderierten Heeres im amerikanischen Bürgerkrieg und Eisenbahningenieur | 85    | [ 1 ]  |
| 3. Januar  | Régis de Chantelauze                         | französischer Historiker                                                                    | 66    | [ 2 ]  |
| 3. Januar  | Eduard Hau                                   | deutschbaltischer Maler und Graphiker                                                       | 80    | [ 3 ]  |
| 4. Januar  | Adam Werner von Heyden                       | Landrat des Landkreises Demmin                                                              | 35    | [ 4 ]  |
| 5. Januar  | Maximilian von Garnier                       | deutscher Politiker                                                                         | 43    | [ 5 ]  |
| 5. Januar  | Henri Herz                                   | österreichischer Pianist, Komponist, Klavierpädagoge und Klavierbauer                       | 85    | [ 6 ]  |
| 6. Januar  | Johann Baptist Berger                        | Theologe und Dichter                                                                        | 81    |        |
| 6. Januar  | Hermann Kanzler                              | päpstlicher Minister, General und Oberbefehlshaber der Truppen Zuave                        | 65    | [ 7 ]  |
| 6. Januar  | Heinrich Lorenz                              | deutscher Medailleur                                                                        | 77    |        |
| 7. Januar  | Johanna von Ghilany                          | österreichische Opernsängerin (Mezzosopran)                                                 | ≈26   |        |
| 8. Januar  | Josephus Laurentius Dyckmans                 | belgischer Maler                                                                            | 76    | [ 8 ]  |
| 8. Januar  | Auguste Maquet                               | französischer Schriftsteller                                                                | 74    |        |
| 9. Januar  | Alexander Petrowitsch Beljajew               | russischer Schriftsteller und Dekabrist                                                     |       |        |
| 9. Januar  | James S. Rollins                             | US-amerikanischer Politiker                                                                 | 75    |        |
| 10. Januar | Jacques Amans                                | französischer Maler in New Orleans                                                          |       |        |
| 10. Januar | Peter Parker                                 | US-amerikanischer Arzt und Missionar                                                        | 83    | [ 9 ]  |
| 11. Januar | Jurij Fedkowytsch                            | ukrainischer Dichter und Übersetzer                                                         | 53    |        |
| 11. Januar | Vilma von Voggenhuber                        | österreichisch-ungarische Bühnensängerin                                                    | 46    |        |
| 12. Januar | Franz Sales Blaas                            | Prälat von Wilten                                                                           | 70    |        |
| 12. Januar | Karl Josef Gleispach                         | österreichischer Politiker, Landeshauptmann der Steiermark                                  | 76    | [ 10 ] |
| 12. Januar | Oscar Pletsch                                | deutscher Maler und Illustrator                                                             | 57    |        |
| 13. Januar | Franz Rudolf Jakob Rohr                      | Schweizer Ingenieur und Politiker                                                           | 56    |        |
| 14. Januar | Stephen Heller                               | ungarischer Pianist und Komponist                                                           | 74    | [ 11 ] |
| 14. Januar | Valentine B. Horton                          | US-amerikanischer Politiker                                                                 | 85    |        |
| 15. Januar | Alphonse Foy                                 | französischer Postmeister                                                                   | 91    |        |
| 15. Januar | Jean-Baptiste André Godin                    | frühsozialistischer Unternehmer (Ofenfabrikant)                                             | 70    |        |
| 16. Januar | Rudolf Brockhausen                           | deutscher reformierter Geistlicher und Pädagoge                                             | 82    | [ 12 ] |
| 16. Januar | Andrej Einspieler                            | österreichischer Geistlicher, Publizist und Politiker, Landtagsabgeordneter                 | 74    | [ 13 ] |
| 17. Januar | Big Bear                                     | Häuptling der Plains Cree                                                                   |       |        |
| 17. Januar | Friedrich Carl Michael Grosholz              | deutscher Fabrikant und Geometer                                                            | 77    |        |
| 17. Januar | Léonie Kastner-Boursault                     | Ehefrau des französischen Komponisten Jean-Georges Kastner                                  | 67    |        |
| 18. Januar | Auguste Nicolas                              | französischer Autor religiöser Schriften                                                    | 81    |        |
| 19. Januar | Anton de Bary                                | deutscher Naturwissenschaftler, Mediziner und Botaniker                                     | 56    |        |
| 21. Januar | Jakob Joseph Adam                            | Schweizer Politiker                                                                         | 59    |        |
| 21. Januar | Adalbert Begas                               | deutscher Maler                                                                             | 51    |        |
| 21. Januar | Ludwig von Borcke                            | preußischer Infanteriegeneral                                                               | 83    |        |
| 21. Januar | Adolph Douai                                 | deutsch-US-amerikanischer Journalist, Autor, Herausgeber, Unternehmer und Pädagoge          | 68    |        |
| 21. Januar | Joseph Jorgensen                             | US-amerikanischer Politiker                                                                 | 43    |        |
| 21. Januar | George Robert Waterhouse                     | englischer Zoologe und Naturforscher                                                        | 77    | [ 14 ] |
| 22. Januar | Eugène Labiche                               | französischer Lustspieldichter                                                              | 72    |        |
| 22. Januar | Richard Mott                                 | US-amerikanischer Politiker                                                                 | 83    |        |
| 22. Januar | Karl von Waldow und Reitzenstein             | deutscher Jurist, Rittergutsbesitzer und Politiker, MdR                                     | 69    |        |
| 23. Januar | John William Inchbold                        | englischer Maler                                                                            | 57    |        |
| 24. Januar | Gustav Griesinger                            | deutscher Pfarrer, Theologe und Schriftsteller                                              | 83    |        |
| 24. Januar | Otto Wilhelm Kunhardt                        | deutscher Kaufmann                                                                          | 69    | [ 15 ] |
| 25. Januar | David Whitmer                                | Mitbegründer der Kirche Jesu Christi der Heiligen der letzten Tage                          | 83    |        |
| 26. Januar | Carl Ditt                                    | deutscher Sänger (Bass, Bariton)                                                            | 71    | [ 16 ] |
| 26. Januar | Charles C. B. Walker                         | US-amerikanischer Politiker                                                                 | 63    |        |
| 26. Januar | Paul Friedrich von Wyss                      | Schweizer Jurist und Rechtswissenschaftler                                                  | 43    |        |
| 28. Januar | Hermann Heinrich von Eicken                  | deutscher Unternehmer, Stadtverordneter                                                     | 79    |        |
| 28. Januar | Friedrich Albert Eytelwein                   | deutscher Architekt und Baubeamter                                                          | 91    |        |
| 28. Januar | Hermann Theobald Petschke                    | deutscher Jurist und Komponist                                                              | 81    | [ 17 ] |
| 29. Januar | Friedrich Eckbrecht von Dürckheim-Montmartin | österreichischer Politiker                                                                  | 64    |        |
| 29. Januar | Lorenz Johann Adam Köstler von Stromberg     | böhmischer Kurarzt                                                                          | 81    |        |
| 29. Januar | Edward Lear                                  | britischer Maler, Illustrator und Schriftsteller                                            | 75    |        |
| 30. Januar | Asa Gray                                     | US-amerikanischer Botaniker                                                                 | 77    |        |
| 30. Januar | Mary Howitt                                  | englische Schriftstellerin                                                                  | 88    |        |
| 30. Januar | Charles-Auguste Questel                      | französischer Architekt                                                                     | 80    |        |
| 31. Januar | Johannes Bosco                               | italienischer Priester, Jugendseelsorger und Ordensgründer                                  | 72    |        |
| 31. Januar | Friedrich Körner                             | deutscher Schriftsteller, Pädagoge und Redakteur                                            | 72    |        |
| 31. Januar | Woldemar Gottlob Schmidt                     | deutscher evangelischer Theologe                                                            | 51    |        |

## Februar
| Tag         | Name                         | Beruf, bekannt als | Alter | Beleg  |
| ----------- | ---------------------------- | --- | ----- | ------ |
| 1. Februar  | Alexis Allet                 | Schweizer Politiker und Richter | 67    |        |
| 1. Februar  | Eduard von Goddaeus          | kurhessischer Staatsbeamter und Außenminister | 72    | [ 18 ] |
| 1. Februar  | Anna Michelotti              | französische Ordensfrau, Gründerin der Kongregation der Kleine Dienerinnen des Heiligen Herzens Jesu                                                      | 44    |        |
| 1. Februar  | Karol Henryk Mikolasch       | galizischer Pharmazeut | 51    | [ 19 ] |
| 1. Februar  | George W. Schuyler           | US-amerikanischer Geschäftsmann, Schriftsteller und Politiker                                                                                             | 77    |        |
| 1. Februar  | Thilo von Werthern           | deutscher Grundbesitzer, Mitglied des preußischen Herrenhaus                                                                                              | 69    | [ 20 ] |
| 2. Februar  | Fedor Spangenberg            | deutscher Jurist und Instanzrichter | 71    |        |
| 3. Februar  | Karl Theodor Bayrhoffer      | deutscher Philosoph, Professor der Philosophie und Freidenker                                                                                             | 75    |        |
| 3. Februar  | Augusto Mordasini            | Schweizer Politiker und Journalist | 41    |        |
| 3. Februar  | Franz Wenzlaff               | deutscher Pädagoge, Abgeordneter und Vizepräsident der Mecklenburgischen Abgeordnetenversammlung, Schuldirektor und Professor an der Berliner Bauakademie | 77    |        |
| 4. Februar  | Heinrich Heger               | deutsch-dänischer Architekturmaler | 55    |        |
| 4. Februar  | Albert Lindner               | deutscher Dramatiker und Gewinner des Schiller-Preises | 56    |        |
| 4. Februar  | Henry Sumner Maine           | britischer Anthropologe, Jurist und Rechtshistoriker | 65    | [ 21 ] |
| 4. Februar  | Sévère Rivard                | kanadischer Politiker | 53    |        |
| 4. Februar  | Max Schmidt                  | deutscher Tierarzt, Zoodirektor in Frankfurt und Berlin                                                                                                   | 53    |        |
| 5. Februar  | Anton Mauve                  | niederländischer Landschaftsmaler | 49    |        |
| 5. Februar  | George Washington Tryon      | US-amerikanischer Malakologe | 49    | [ 22 ] |
| 6. Februar  | Thomas Davatz                | Schweizer Lehrer | 72    |        |
| 7. Februar  | Ernst Ludwig von Lenthe      | deutscher Jurist und Politiker (DHP), MdR | 64    |        |
| 7. Februar  | Carl Woldemar Neumann        | Lokalhistoriker | 57    |        |
| 8. Februar  | Robert Houston Anderson      | General der Konföderierten Staaten von Amerika im Amerikanischen Bürgerkrieg                                                                              | 52    |        |
| 8. Februar  | Byron Benson                 | US-amerikanischer Unternehmer | 55    |        |
| 8. Februar  | Rudolf von Neumann-Cosel     | preußischer Generalmajor | 65    |        |
| 8. Februar  | Anton von Weber              | deutscher Jurist | 70    |        |
| 9. Februar  | Ferdinand Eberstadt          | deutscher Kaufmann und Politiker | 80    | [ 23 ] |
| 9. Februar  | Benjamin Eggleston           | US-amerikanischer Politiker (Republikanische Partei) | 72    |        |
| 9. Februar  | Julius Robert                | österreichischer Chemiker und Industrieller | 61    | [ 24 ] |
| 10. Februar | Heinrich Leberecht Fleischer | Orientalist | 86    |        |
| 10. Februar | Albrecht Bernhard Frantz     | Landrat, Reichstagsabgeordneter | 68    |        |
| 10. Februar | Otto Georg Hoffmeister       | deutscher Jurist, Bürgermeister der Stadt Remscheid | 61    | [ 25 ] |
| 10. Februar | Johann Kaspar von Seiller    | österreichischer Jurist und Politiker | 85    |        |
| 10. Februar | Ernst L. Wagner              | deutscher Pathologe | 58    |        |
| 11. Februar | Wyndham Robertson            | US-amerikanischer Politiker | 85    |        |
| 12. Februar | Wilhelm Metz                 | deutscher Komponist, Organist, Orgelsachverständiger und Zeichenlehrer                                                                                    | 59    |        |
| 12. Februar | Axel Nordgren                | schwedisch-deutscher Porträt- und Landschaftsmaler der Düsseldorfer Schule                                                                                | 59    |        |
| 12. Februar | John Smith                   | britischer Botaniker | 89    | [ 26 ] |
| 13. Februar | Moses Hirschland             | deutscher Arzt | 77    |        |
| 13. Februar | Daniel E. Somes              | US-amerikanischer Politiker | 72    |        |
| 14. Februar | Moritz Barach                | österreichischer humoristischer Schriftsteller | 69    | [ 27 ] |
| 14. Februar | Rudolf Paravicini            | Schweizer Unternehmer und Offizier | 72    |        |
| 15. Februar | Carl Ludwig Fink             | deutscher Maschinenbauingenieur und Hochschullehrer | 66    |        |
| 15. Februar | Alois Henggeler              | Schweizer Unternehmer und liberaler Politiker | 80    |        |
| 15. Februar | Alexander von der Nahmer     | deutscher Großindustrieller | 55    |        |
| 15. Februar | Emil zu Rantzau              | deutscher Standesherr und Politiker | 60    | [ 28 ] |
| 15. Februar | John Wethered                | US-amerikanischer Politiker | 78    |        |
| 17. Februar | August Wilhelm Ebert         | evangelischer Geistlicher, Konsistorialrat und Superintendent                                                                                             | 72    |        |
| 17. Februar | Johann Georg Trautmann       | deutscher Kaufmann und Abgeordneter | 82    | [ 29 ] |
| 18. Februar | Ernst Baeumler               | deutscher Bergbeamter | 61    |        |
| 18. Februar | Luigi Corti                  | italienischer Diplomat und Politiker | 64    |        |
| 18. Februar | Friedrich Evertsbusch        | evangelischer Pfarrer und Politiker | 75    | [ 30 ] |
| 18. Februar | Moritz Mohl                  | deutscher Nationalökonom und Wirtschaftspolitiker, MdR | 86    |        |
| 19. Februar | Karl Bartsch                 | deutscher Philologe | 55    |        |
| 19. Februar | Rudolf Samm                  | deutscher Kaufmann und Politiker (DFP), MdR | 50    |        |
| 20. Februar | François Perrier             | französischer General und Geodät | 54    |        |
| 21. Februar | Franz Eipeldauer             | österreichischer Philanthrop, Buchdrucker |       | [ 31 ] |
| 21. Februar | Nicolas Gustave Hubbard      | französischer Nationalökonom und Historiker |       |        |
| 21. Februar | Jozef Miloslav Hurban        | slowakischer Schriftsteller, Journalist und Politiker | 70    |        |
| 22. Februar | Jean-Delphin Alard           | französischer Violinist und Komponist | 72    |        |
| 22. Februar | Anna Kingsford               | englische Ärztin, Frauenrechtlerin, Autorin und Theosophin                                                                                                | 41    |        |
| 22. Februar | Ernst Nedelmann              | deutscher Kaufmann und Unternehmer | 69    | [ 32 ] |
| 22. Februar | Moses Witbooi                | Nama-Kaptein |       |        |
| 23. Februar | Ludwig Wilhelm von Baden     | Großherzoglicher Prinz und Markgraf von Baden und Herzog von Zähringen                                                                                    | 22    |        |
| 23. Februar | Paul F. Knochenhauer         | preußischer Architekt | 29    |        |
| 23. Februar | Carl Majerus                 | deutscher Kaufmann und Landtagsabgeordneter | 68    |        |
| 24. Februar | Seth Kinman                  | kalifornischer Jäger | 72    |        |
| 24. Februar | George W. Thompson           | US-amerikanischer Politiker | 81    |        |
| 25. Februar | Arnold Baader                | Schweizer Arzt, Gönner und Förderer | 46    |        |
| 25. Februar | Wilhelm Bahlmann             | deutscher Richter, Ministerialbeamter und Parlamentarier                                                                                                  | 59    | [ 33 ] |
| 25. Februar | Gottlieb Krause              | deutscher Historiker und Schlossbibliothekar | 83    | [ 34 ] |
| 26. Februar | Marx Michael Kohn            | deutscher Rabbiner in Kleinerdlingen |       |        |
| 28. Februar | Kálmán Ghyczy                | ungarischer Minister | 80    |        |
| 29. Februar | Wilhelm Sponneck             | dänischer Politiker, Mitglied des Folketing | 73    |        |

## März
| Tag      | Name                             | Beruf, bekannt als                                                                                    | Alter | Beleg  |
| -------- | -------------------------------- | --- | ----- | ------ |
| 1. März  | Paul Gropius                     | deutscher Maler                                                                                       | 66    | [ 35 ] |
| 1. März  | Franz von Škoda                  | böhmischer Mediziner                                                                                  | 87    | [ 36 ] |
| 1. März  | Ernst Wachler                    | deutscher Richter und Abgeordneter                                                                    | 85    | [ 37 ] |
| 3. März  | Moritz von Blanckenburg          | deutscher Politiker, MdR                                                                              | 72    |        |
| 4. März  | Amos Bronson Alcott              | US-amerikanischer Schriftsteller und Pädagoge                                                         | 88    |        |
| 4. März  | Giovanni Antonio Farina          | italienischer Bischof der römisch-katholischen Kirche, Heiliger                                       | 85    |        |
| 4. März  | Otto Lasius                      | deutscher Architekt                                                                                   | 90    |        |
| 4. März  | Robert Johann Dietrich Luther    | deutschbaltischer lutherischer Geistlicher                                                            | 71    |        |
| 4. März  | August Zang                      | österreichischer Unternehmer, Erfinder, Zeitungsherausgeber und Politiker                             | 80    |        |
| 5. März  | Ali Pascha Gucia                 | albanischer Militärführer                                                                             |       |        |
| 5. März  | Franz von Sonnenfeld             | Schweizer Schriftsteller                                                                              | 67    | [ 38 ] |
| 5. März  | Robert Spiske                    | deutscher Geistlicher, Gründer der Hedwigschwestern                                                   | 67    |        |
| 6. März  | Louisa May Alcott                | US-amerikanische Schriftstellerin                                                                     | 55    |        |
| 6. März  | Eduard Gerhardt                  | deutscher Maler, Zeichner, Grafiker, Lithograf und Architekt                                          | 74    |        |
| 6. März  | Karl Herquet                     | deutscher Archivar und Historiker                                                                     | 55    |        |
| 6. März  | August Jugler                    | deutscher Jurist und Heimatforscher                                                                   | 54    |        |
| 7. März  | Christopher Gustavus Memminger   | US-amerikanischer Politiker                                                                           |       |        |
| 7. März  | Karl von Richthofen              | deutscher Jurist                                                                                      | 76    |        |
| 8. März  | Therese Braunecker-Schäfer       | österreichische Theaterschauspielerin und Tänzerin                                                    | 62    |        |
| 8. März  | Włodzimierz Czacki               | polnischer Kardinal                                                                                   | 53    |        |
| 8. März  | Hermann Lotheißen                | Landrat Großherzogtum Hessen                                                                          | 56    | [ 39 ] |
| 8. März  | Josif Pančić                     | Botaniker                                                                                             | 73    |        |
| 8. März  | Georg von Toggenburg             | österreichischer Jurist und Politiker                                                                 | 78    |        |
| 9. März  | August Ewald König               | deutscher Schriftsteller und Kaufmann                                                                 | 54    |        |
| 9. März  | Robert Gordon Latham             | englischer Linguist und Ethnologe                                                                     | 75    |        |
| 9. März  | Wilhelm I.                       | König von Preußen und Deutscher Kaiser                                                                | 90    |        |
| 10. März | Thomas Abel Brimage Spratt       | britischer Geologe                                                                                    | 76    |        |
| 10. März | Lucy Wright Mitchell             | US-amerikanische Klassische Archäologin                                                               | 42    |        |
| 11. März | Friedrich Wilhelm Gesenius       | deutscher Anglist und Gymnasiallehrer, Lehrbuchautor für Fremdsprachen                                | 62    | [ 40 ] |
| 11. März | Friedrich Wilhelm Raiffeisen     | deutscher Sozialreformer                                                                              | 69    |        |
| 11. März | Anschel Stern                    | deutscher Rabbiner und Pädagoge                                                                       |       |        |
| 12. März | Henry Bergh                      | US-amerikanischer Reformer und Diplomat                                                               | 74    |        |
| 12. März | Allen Alexander Bradford         | US-amerikanischer Politiker                                                                           | 72    |        |
| 13. März | Jean Engling                     | luxemburgischer Theologe, Kaplan, Heimatforscher und Pädagoge                                         | 86    |        |
| 13. März | Carl Hunstein                    | deutscher Ornithologe                                                                                 |       |        |
| 13. März | Carl Hermann Schildbach          | deutscher Orthopäde                                                                                   | 63    |        |
| 14. März | Anselm Schubiger                 | Schweizer Pfarrer, Lehrer, Chordirigent und Komponist                                                 | 73    |        |
| 15. März | Henri Blaze de Bury              | französischer Autor, Dichter sowie Literatur-, Kunst- und Musikkritiker                               | 74    |        |
| 15. März | Squire Whipple                   | US-amerikanischer Bauingenieur                                                                        | 83    |        |
| 16. März | Ludolf Adolf Emil Paris          | deutscher Reichsgerichtsrat                                                                           | 67    | [ 41 ] |
| 16. März | Ludwig Steub                     | deutscher Schriftsteller und Jurist                                                                   | 76    |        |
| 17. März | Johannes Joseph Destrée          | holländischer Landschaftsmaler                                                                        | 60    |        |
| 17. März | Horace Fairbanks                 | US-amerikanischer Politiker                                                                           | 67    |        |
| 17. März | Ludwig Ferdinand Schmid          | Schweizer Lyriker und Geschäftsmann                                                                   | 64    | [ 42 ] |
| 17. März | Paškal Vujičić                   | Ordensgeistlicher und römisch-katholischer Apostolischer Vikar von Bosnien                            | 61    |        |
| 18. März | Charles Monselet                 | französischer Schriftsteller, Journalist und Librettist                                               | 62    |        |
| 19. März | Salomon Abendana Belmonte        | deutscher Jurist und Politiker, MdHB                                                                  | 45    |        |
| 19. März | Franz Xaver von Gietl            | deutscher Arzt                                                                                        | 84    | [ 43 ] |
| 19. März | John Pendleton King              | US-amerikanischer Politiker                                                                           | 88    |        |
| 19. März | Rudolf Steinkopff                | anhaltischer Verwaltungsbeamter                                                                       | 74    | [ 44 ] |
| 20. März | Louis Kniffler                   | deutscher Kaufmann und Unternehmer                                                                    | 61    |        |
| 21. März | Joseph Blum                      | nassauischer Politiker                                                                                | 56    | [ 45 ] |
| 22. März | Eugen Ludwig Hannibal von Delitz | preußischer Generalmajor                                                                              | 68    | [ 46 ] |
| 23. März | Charlotte Frohn                  | deutsche Theaterschauspielerin                                                                        | 43    | [ 47 ] |
| 23. März | Morrison R. Waite                | US-amerikanischer Richter                                                                             | 71    |        |
| 24. März | Théodore Frère                   | französischer Maler                                                                                   | 73    |        |
| 24. März | John Thompson Hoffman            | US-amerikanischer Politiker                                                                           | 60    |        |
| 24. März | Julius Hülsemann                 | deutscher Jurist und Politiker im Fürstentum Schwarzburg-Sondershausen                                | 63    |        |
| 24. März | Kazimierz Jarochowski            | polnischer Historiker                                                                                 | 58    |        |
| 24. März | Feofan Lebedynzew                | ukrainischer Historiker, Journalist, Herausgeber und Universitätsprofessor.                           | 60    |        |
| 25. März | Charles William King             | britischer Privatgelehrter und Gemmenforscher                                                         | 69    | [ 48 ] |
| 25. März | Désiré Nisard                    | französischer Literaturhistoriker                                                                     | 82    |        |
| 26. März | Barghasch ibn Said               | Sultan von Sansibar (1870–1888)                                                                       |       |        |
| 26. März | William Dorsheimer               | US-amerikanischer Jurist, Offizier und Politiker                                                      | 56    |        |
| 26. März | Joseph Hebting                   | deutscher Weinhändler und Politiker (NLP), MdR                                                        | 65    |        |
| 27. März | Francesco Faà di Bruno           | italienischer Offizier, Mathematiker, Ingenieur, Erfinder, Erzieher, Komponist und Geistlicher        | 62    |        |
| 27. März | Edmund Dwyer Gray                | irischer Journalist und Politiker, Mitglied des House of Commons                                      | 42    | [ 49 ] |
| 27. März | Carl Friedrich Schantz           | deutscher Jurist und Mitglied der kurhessischen Ständeversammlung                                     | 85    |        |
| 28. März | Louis Arrighi de Casanova        | französischer Politiker                                                                               | 73    |        |
| 28. März | Rudolf Engelmann                 | deutscher Astronom und Verlagsbuchhändler                                                             | 46    | [ 50 ] |
| 28. März | August Walter                    | deutscher Kaufmann und Politiker (DFP), Reichstagsabgeordneter, Abgeordneter des Sächsischen Landtags | 60    |        |
| 29. März | Charles Valentin Alkan           | französischer Komponist und Klaviervirtuose                                                           | 74    |        |
| 29. März | Gustav Jahn                      | deutscher Schriftsteller                                                                              | 70    | [ 51 ] |
| 29. März | Max Kayser                       | deutscher Politiker (SPD), MdR                                                                        | 34    |        |
| 30. März | Emil Bessels                     | deutscher Naturforscher und Nordpolfahrer                                                             | 40    |        |
| 30. März | Tommaso Maria Martinelli         | italienischer Kurienkardinal                                                                          | 61    |        |
| 30. März | Richard von Schmidthals          | deutscher Diplomat                                                                                    | 58    | [ 52 ] |
| 31. März | Jean-Marie Guyau                 | französischer Philosoph und Dichter                                                                   | 33    |        |
| 31. März | Edouard Jean Conrad Hamman       | belgischer Maler                                                                                      | 68    |        |
| 31. März | William Helmick                  | US-amerikanischer Politiker                                                                           | 70    |        |
| 31. März | Karl Weise                       | deutscher Volksdichter                                                                                | 74    |        |

## April
| Tag       | Name                                   | Beruf, bekannt als                                                                                  | Alter | Beleg |
| --------- | -------------------------------------- | --------------------------------------------------------------------------------------------------- | ----- | ----- |
| 1. April  | Emil Busch                             | deutscher Industrieller                                                                             | 67    |       |
| 1. April  | Jean Conte                             | französischer Komponist, Violinist und Musikpädagoge                                                | 57    |       |
| 1. April  | Giobatta Giustinian                    | Bürgermeister von Venedig                                                                           | 71    |       |
| 1. April  | Victor Karolyi de Nagy Karoly          | ungarischer Rittergutsbesitzer und Parlamentarier                                                   | 49    |       |
| 1. April  | Jules Émile Planchon                   | französischer Botaniker und Pharmazie-Professor                                                     | 65    |       |
| 2. April  | Franz Götze                            | deutscher Violinist, Opernsänger und Gesangslehrer                                                  | 73    |       |
| 3. April  | Karl von Bukovics                      | österreichischer Theaterschauspieler, Komiker, Sänger (Tenor/Bariton), Theaterintendant und -leiter | 52    |       |
| 3. April  | Axel Harnack                           | deutscher Mathematiker                                                                              | 36    |       |
| 3. April  | Eugen von Röder                        | preußischer Politiker, MdPrA, MdPrH und Landrat im Kreis Angermünde (1850–1860)                     | 79    |       |
| 3. April  | Christian Gottlob Tröbst               | Weimarer Pastor und Lehrer, Direktor                                                                | 76    |       |
| 4. April  | Benjamin H. Brewster                   | US-amerikanischer Jurist und Politiker                                                              | 71    |       |
| 4. April  | Viktor Hoesch                          | deutscher Eisenfabrikant und Mitbegründer der Hoesch AG in Dortmund                                 | 63    |       |
| 5. April  | Wsewolod Michailowitsch Garschin       | russischer Schriftsteller                                                                           | 33    |       |
| 5. April  | Hugo Kremer von Auenrode               | österreichischer Rechtswissenschaftler                                                              | 55    |       |
| 5. April  | Eduard Riehm                           | deutscher evangelischer Theologe                                                                    | 57    |       |
| 6. April  | Thomas Green Clemson                   | US-amerikanischer Politiker, Gründer der Clemson University                                         | 80    |       |
| 7. April  | Isaac Saunders                         | US-amerikanischer Politiker                                                                         | 79    |       |
| 8. April  | Gustav Frank                           | deutscher Landschaftsmaler                                                                          | 68    |       |
| 9. April  | Wilhelm Christian Friedrich Bock       | Oberbürgermeister der Stadt Weimar                                                                  | 72    |       |
| 9. April  | Giacomo Conti                          | italienischer Maler                                                                                 | 74    |       |
| 9. April  | Valeska von Gallwitz                   | deutsche Schriftstellerin                                                                           | 55    |       |
| 9. April  | Ephraim Oskar Taube                    | deutscher Reichsgerichtsrat                                                                         | 58    |       |
| 10. April | Heinrich Mölling                       | deutscher Politiker, Oberbürgermeister von Kiel                                                     | 62    |       |
| 11. April | Johannes Bachmann                      | deutscher lutherischer Theologe                                                                     | 56    |       |
| 12. April | Ludvig Nobel                           | schwedischer Industrieller                                                                          | 56    |       |
| 13. April | Fredrika Wilhelmina Carstens           | finnische Schriftstellerin                                                                          | 79    |       |
| 13. April | Heinrich Jaeger                        | preußischer Verwaltungsjurist und Landrat                                                           | 72    |       |
| 14. April | Joseph Sadoc Alemany y Conill          | spanischer Ordensgeistlicher, Erzbischof von San Francisco                                          | 73    |       |
| 14. April | Emil Czyrniański                       | österreich-ungarischer Chemiker                                                                     |       |       |
| 14. April | Auguste Formes                         | preußische Hofschauspielerin und Soubrette                                                          | 56    |       |
| 14. April | Johann Konrad Kern                     | Schweizer Nationalrat und Minister                                                                  | 79    |       |
| 14. April | Nikolai Nikolajewitsch Miklucho-Maklai | Künstler, Humanist, Anthropologe und Biologe                                                        | 41    |       |
| 14. April | Johann Fridolin Müller                 | Schweizer Unternehmer und Politiker                                                                 | 57    |       |
| 14. April | Johann Michael von Soeltl              | bayerischer Historiker, Archivar und Rhetoriker                                                     | 90    |       |
| 14. April | Karl Werner                            | österreichischer Theologe                                                                           | 67    |       |
| 15. April | Matthew Arnold                         | englischer Dichter und Kulturkritiker                                                               | 65    |       |
| 15. April | Josef Dietzgen                         | deutscher Arbeiterphilosoph und Journalist                                                          | 59    |       |
| 15. April | Jules Gailhabaud                       | französischer Kunsthistoriker                                                                       | 77    |       |
| 15. April | Carl Hilt                              | deutscher Bergbauingenieur                                                                          | 52    |       |
| 15. April | Ernst Lausch                           | deutscher Pädagoge und Schriftsteller                                                               | 51    |       |
| 15. April | Anton Stecker                          | österreichischer Afrikareisender                                                                    | 33    |       |
| 16. April | Friedrich Grillo                       | deutscher Unternehmer und Industrieller                                                             | 62    |       |
| 16. April | Friedrich Adolf Strauß                 | deutscher evangelischer Theologe                                                                    | 70    |       |
| 16. April | Zygmunt Wróblewski                     | polnischer Chemiker und Physiker                                                                    | 42    |       |
| 17. April | Ephraim George Squier                  | US-amerikanischer Archäologe                                                                        | 66    |       |
| 18. April | Roscoe Conkling                        | US-amerikanischer Politiker                                                                         | 58    |       |
| 18. April | James Robertson                        | britischer Fotograf und Graveur                                                                     |       |       |
| 18. April | Alexander Maximilian Seitz             | deutscher Maler                                                                                     |       |       |
| 19. April | Thomas Russell Crampton                | britischer Maschinenbauer und Ingenieur                                                             | 71    |       |
| 19. April | Bernhard Dächsel                       | preußischer Justizrat                                                                               | 64    |       |
| 19. April | William Lewis Dewart                   | US-amerikanischer Politiker                                                                         | 66    |       |
| 19. April | Josef von Löschner                     | österreichischer Mediziner                                                                          | 78    |       |
| 19. April | Franz Xaver von Neumann-Spallart       | österreichischer Volkswirt und Statistiker                                                          | 50    |       |
| 19. April | Samuil Solmonowitsch Poljakow          | russischer Eisenbahn-Unternehmer                                                                    | 50    |       |
| 20. April | Karl Gottlob Semisch                   | protestantischer Theologe und Hochschullehrer                                                       | 77    |       |
| 21. April | Julius Weissenborn                     | deutscher Fagottist, Komponist und Hochschullehrer                                                  | 51    |       |
| 22. April | Ernst Bieber                           | deutscher Diplomat und Generalkonsul                                                                | 42    |       |
| 22. April | Gustav Kühne                           | deutscher Schriftsteller und Literaturkritiker                                                      | 81    |       |
| 22. April | Philipp Kümmell                        | deutscher evangelisch-lutherischer Theologe und Politiker                                           | 78    |       |
| 22. April | Benno Regely                           | preußischer Generalleutnant                                                                         | 62    |       |
| 22. April | Eduard Georg Schröter                  | deutscher evangelischer Theologe und Mitbegründer der Freien Gemeinde in den USA                    | 76    |       |
| 23. April | Fernando Arizti                        | kubanischer Pianist und Musikpädagoge                                                               | 59    |       |
| 23. April | Julius Catlin                          | US-amerikanischer Politiker                                                                         | 89    |       |
| 23. April | Arnold Halder                          | Schweizer Kaufmann, Heimat- und Lieddichter                                                         | 75    |       |
| 23. April | Franz a Paula von Linden               | württembergischer Diplomat und Gesandter                                                            | 87    |       |
| 23. April | Gerhard vom Rath                       | deutscher Mineraloge und Geologe                                                                    | 57    |       |
| 24. April | Oskar von Heydebrand und der Lasa      | preußischer Verwaltungsbeamter und Parlamentarier                                                   | 73    |       |
| 24. April | Juhan Kunder                           | estnischer Schriftsteller                                                                           | 35    |       |
| 25. April | Friedrich von der Becke                | preußischer Generalleutnant und Inspekteur der 3. Feldartillerie-Inspektion                         | 70    |       |
| 25. April | Urs Schild                             | Schweizer Industrieller und Politiker                                                               | 58    |       |
| 25. April | Frederick E. Woodbridge                | US-amerikanischer Politiker                                                                         | 69    |       |
| 29. April | Alfred William Lamb                    | US-amerikanischer Politiker                                                                         | 64    |       |
| 29. April | Eduard Fleißner von Wostrowitz         | österreichischer Oberst und Kryptologe                                                              | 63    |       |
| 30. April | Alfred Durand-Claye                    | französischer Wasserbauingenieur                                                                    | 46    |       |
| 30. April | Adolph Goeden                          | deutscher Mediziner und Politiker                                                                   |       |       |

## Mai
| Tag     | Name                                     | Beruf, bekannt als | Alter | Beleg |
| ------- | ---------------------------------------- | --- | ----- | ----- |
| 1. Mai  | William Wirt Adams                       | General der Konföderierten Staaten von Amerika im Sezessionskrieg                                                                     | 69    |       |
| 1. Mai  | Demas Barnes                             | amerikanischer Politiker | 61    |       |
| 1. Mai  | Allan Edson                              | kanadischer Landschaftsmaler | 41    |       |
| 2. Mai  | Johann Fasching                          | österreichischer Künstler und Ansichtskartenverleger                                                                                  | 40    |       |
| 2. Mai  | Jean-Pierre Guillebaud                   | Schweizer Architekt | 82    |       |
| 2. Mai  | Wilhelm Jungermann                       | Redakteur, Beamter und Reichstagsabgeordneter                                                                                         | 58    |       |
| 3. Mai  | Charles Tilston Bright                   | englischer Elektrotechniker | 55    |       |
| 3. Mai  | William Alexander Henry                  | kanadischer Rechtsanwalt, Verleger und Politiker                                                                                      | 71    |       |
| 3. Mai  | Christian Horst                          | deutscher Architekt und großherzoglich hessischer Baubeamter                                                                          | 65    |       |
| 4. Mai  | Theodor de la Camp                       | deutscher Kaufmann | 70    |       |
| 5. Mai  | Carl Friedrich Keil                      | deutscher evangelischer Theologe | 81    |       |
| 6. Mai  | Bertha von Hessen-Philippsthal-Barchfeld | deutsche Adlige aus dem Haus Hessen und durch Heirat Fürstin von Bentheim-Steinfurt                                                   | 69    |       |
| 6. Mai  | Vinzenz Kreuzer                          | österreichischer Zeichner und Landschaftsmaler                                                                                        | 79    |       |
| 6. Mai  | Wilhelm Rudolf Kutter                    | Ingenieur für Wasserbau und Kanalsysteme                                                                                              | 69    |       |
| 6. Mai  | Amos Henry Worthen                       | US-amerikanischer Geologe und Paläontologe                                                                                            | 74    |       |
| 7. Mai  | Heinrich Hollpein                        | österreichischer Maler und Schriftsteller                                                                                             | 73    |       |
| 8. Mai  | James M. Birney                          | US-amerikanischer Politiker | 70    |       |
| 8. Mai  | Adolf Jebens                             | deutscher Maler | 69    |       |
| 8. Mai  | Siegmund von Pranckh                     | bayerischer General der Infanterie und Kriegsminister                                                                                 | 66    |       |
| 9. Mai  | George Gibbs Dibrell                     | US-amerikanischer Politiker und General der Konföderierten im Bürgerkrieg                                                             | 66    |       |
| 10. Mai | Heinrich Otto von Erdmannsdorf           | deutscher Rittergutsbesitzer und Politiker, MdL (Königreich Sachsen)                                                                  | 72    |       |
| 10. Mai | Karl Hoffmann-Scholtz                    | deutscher Verwaltungsjurist und Politiker                                                                                             | 57    |       |
| 10. Mai | Ludwig Carl Seydler                      | österreichischer Organist und Komponist                                                                                               | 78    |       |
| 10. Mai | Nikolai Iwanowitsch Sieber               | russischer Wirtschaftswissenschaftler und Hochschullehrer                                                                             | 44    |       |
| 11. Mai | Frederick Miller                         | Begründer der US-amerikanischen Miller Brewing Company in Milwaukee                                                                   | 63    |       |
| 12. Mai | Rudolph Hering                           | deutscher Bergbeamter | 85    |       |
| 13. Mai | Jakiw Holowazkyj                         | Folklorist und Wissenschaftler der galizisch-russischen Volkskunde und Sprache                                                        | 73    |       |
| 14. Mai | Botho von Oldenburg                      | preußischer Großagrarier und Politiker                                                                                                | 73    |       |
| 15. Mai | Hervé Mangon                             | französischer Politiker und Ingenieur                                                                                                 | 59    |       |
| 16. Mai | Pierre Adolphe Lesson                    | französischer Arzt, Anthropologe und Naturforscher                                                                                    | 82    |       |
| 16. Mai | August Lothar von Reigersberg            | deutscher Verwaltungsjurist | 72    |       |
| 16. Mai | William Alexander Smith                  | US-amerikanischer Politiker | 60    |       |
| 16. Mai | Pontus Wikner                            | schwedischer Philosoph und Schriftsteller                                                                                             | 50    |       |
| 17. Mai | Ernst Bertheau                           | deutscher Orientalist | 75    |       |
| 17. Mai | Heinrich Julius Böthführ                 | baltischer Historiker und Jurist | 76    |       |
| 17. Mai | Giacomo Zanella                          | italienischer Lyriker |       |       |
| 18. Mai | Pietro Aldi                              | italienischer Maler | 35    |       |
| 18. Mai | Cäcilie Bleeker                          | deutsche Ehrenbürgerin und Wohltäterin                                                                                                | 89    |       |
| 18. Mai | Alexander Guran                          | österreichischer Feldmarschallleutnant, Lehrer, Vorstand der Militärakademie und Leiter des Militärgeographischen Instituts und Maler | 64    |       |
| 18. Mai | Louis von Hanenfeldt                     | preußischer Generalleutnant | 72    |       |
| 18. Mai | Karl Lorentzen                           | deutscher klassischer Philologe und Politiker (DFP), MdR                                                                              | 71    |       |
| 19. Mai | Gustav Hartmann                          | deutscher Manager in der Versicherungswirtschaft                                                                                      | 52    |       |
| 19. Mai | Hermann Hirschbach                       | deutscher Komponist, Musikkritiker, Schachschriftsteller, Herausgeber                                                                 | 76    |       |
| 19. Mai | Julius Rockwell                          | US-amerikanischer Politiker | 83    |       |
| 20. Mai | George Washington Ewing                  | US-amerikanischer Politiker | 79    |       |
| 21. Mai | Friedrich Clemens Gerke                  | deutscher Pionier der Telegrafie | 87    |       |
| 22. Mai | Leopold Gondrecourt                      | österreichischer Generalmajor, Erzieher Erzherzogs Rudolf                                                                             |       |       |
| 22. Mai | Wilhelm von Levetzau                     | dänischer Amtmann | 68    |       |
| 22. Mai | Gustav Teichmüller                       | deutscher Philosoph und Schriftsteller                                                                                                | 55    |       |
| 24. Mai | Friedrich Fiala                          | katholischer Bischof von Basel | 70    |       |
| 24. Mai | Richard H. Whiting                       | US-amerikanischer Politiker | 62    |       |
| 25. Mai | Johann Gottfried Dietze                  | deutscher Rittergutsbesitzer und Politiker, MdR, MdL (Königreich Sachsen)                                                             | 64    |       |
| 26. Mai | Roderich Anschütz                        | österreichischer Dramatiker, Jurist und Staatsbeamter                                                                                 | 69    |       |
| 26. Mai | Alois von Erhardt                        | deutscher Politiker und Bürgermeister                                                                                                 | 56    |       |
| 26. Mai | William Gibb                             | schottischer Fußballspieler | 36    |       |
| 26. Mai | Frédéric Alphonse Musculus               | elsässischer Chemiker | 58    |       |
| 26. Mai | Ascanio Sobrero                          | italienischer Chemiker und Erfinder des Nitroglycerins                                                                                | 75    |       |
| 26. Mai | Eberhard Friedrich Zais                  | württembergischer Oberamtmann und Abgeordneter                                                                                        | 86    |       |
| 27. Mai | Max Eichberger                           | deutscher Opernsänger |       |       |
| 29. Mai | Gísli Brynjúlfsson                       | isländischer Schriftsteller | 60    |       |
| 30. Mai | Louis Buvelot                            | Schweizer Landschaftsmaler, Grafiker, Kunstpädagoge und Fotograf                                                                      | 74    |       |
| 30. Mai | James Ferrier                            | kanadischer Politiker und Bankier | 87    |       |
| 30. Mai | John James Pearson                       | US-amerikanischer Politiker | 87    |       |
| 31. Mai | Ernst Grysanowski                        | deutscher Philosoph, Chirurg und Geburtshelfer                                                                                        |       |       |
| 31. Mai | Justus Ludwig Jacobi                     | evangelischer Kirchenhistoriker | 72    |       |
| 31. Mai | Friedrich Wilhelm Prüfer                 | deutscher Politiker, MdL (Königreich Sachsen)                                                                                         | 70    |       |
| Mai     | Franz Wilhelm Fickermann                 | Bürgermeister in Werl |       |       |
| Mai     | Franz Schneeweiss                        | österreichisch-amerikanischer Theologe, Organist, Chorleiter und Komponist                                                            | 57    |       |

## Juni
| Tag      | Name                                | Beruf, bekannt als | Alter | Beleg |
| -------- | ----------------------------------- | --- | ----- | ----- |
| 1. Juni  | Anton Sommer                        | Thüringer Dialektdichter | 71    |       |
| 2. Juni  | Karl Wilhelm Drewitz                | deutscher Architekt und Baumeister | 82    |       |
| 2. Juni  | Theodor von Hornbostel              | österreichischer Seifenfabrikant und Politiker                                                                                                 | 72    |       |
| 3. Juni  | Mathilde zu Hohenlohe-Oehringen     | Fürstin von Schwarzburg-Sondershausen | 73    |       |
| 3. Juni  | Engelbert Pirk                      | Opernsänger im Stimmfach Tenor | 53    |       |
| 3. Juni  | Carl Riedel                         | deutscher Kapellmeister und Komponist | 60    |       |
| 4. Juni  | Turki ibn Said                      | Sultan von Maskat und Oman |       |       |
| 4. Juni  | William Winn                        | englischer Oratoriensänger (Bass) und Komponist                                                                                                | 60    |       |
| 6. Juni  | Johann Gemmrich von Neuberg         | österreichischer Kämmerer | 60    |       |
| 6. Juni  | Gustaf Erik Hyltén-Cavallius        | schwedischer Marineoffizier | 72    |       |
| 6. Juni  | Carl von Karstedt                   | deutscher Großgrundbesitzer und Politiker, MdR                                                                                                 | 77    |       |
| 6. Juni  | William L. Stoughton                | US-amerikanischer Politiker | 61    |       |
| 7. Juni  | Edmond Lebœuf                       | französischer General und Staatsmann, Marschall von Frankreich                                                                                 | 78    |       |
| 7. Juni  | Bruno von Schrötter                 | preußischer Verwaltungsjurist, Richter und Landrat                                                                                             | 71    |       |
| 8. Juni  | Marie-Bernard Barnouin              | französischer Zisterzienser und Klostergründer                                                                                                 | 72    |       |
| 8. Juni  | James Freeman Clarke                | amerikanischer Prediger und Autor | 78    |       |
| 8. Juni  | Philipp Jacobi                      | deutscher Politiker | 81    |       |
| 8. Juni  | Josef Carl von Klinkosch            | österreichischer Silberschmied | 66    |       |
| 8. Juni  | Friedrich Wilhelm Taube von Odenkat | schwedischer Graf und Generalmajor | 74    |       |
| 10. Juni | Laurens Perseus Hickok              | US-amerikanischer Philosoph | 89    |       |
| 10. Juni | Charles H. Winfield                 | US-amerikanischer Jurist und Politiker | 66    |       |
| 11. Juni | Karl von Hülsen                     | deutscher Verwaltungsbeamter, Versicherungsjurist                                                                                              | 64    |       |
| 12. Juni | Julius Karl Arndt                   | evangelischer Pfarrer und Kirchenlieddichter                                                                                                   | 68    |       |
| 12. Juni | Nakayama Tadayasu                   | japanischer Adeliger | 78    |       |
| 13. Juni | Friedrich Wilhelm Hagen junior      | deutscher Arzt | 73    |       |
| 13. Juni | Adolf Mühry                         | deutscher Privatgelehrter und Bioklimatologe                                                                                                   | 77    |       |
| 15. Juni | Anton Leopold Allnoch               | deutscher Politiker, MdR | 81    |       |
| 15. Juni | Eugenio Cecconi                     | italienischer Erzbischof | 54    |       |
| 15. Juni | Friedrich III.                      | König von Preußen und Deutscher Kaiser | 56    |       |
| 15. Juni | Eduard von Kallee                   | deutscher Generalmajor und Archäologe | 70    |       |
| 15. Juni | Ole Richter                         | norwegischer Jurist, Redakteur und Politiker, Mitglied des Storting                                                                            | 59    |       |
| 16. Juni | Georg von Adelmann                  | deutscher Chirurg | 76    |       |
| 16. Juni | Julius Kost                         | deutscher Maler der Düsseldorfer Schule |       |       |
| 16. Juni | Lukas von Kronig                    | österreichischer Beamter, Berghauptmann und Vorstand der für die südlichen Alpenländer errichteten gremialen Berghauptmannschaft in Klagenfurt | 74    |       |
| 16. Juni | Friedrich August de Leuw            | deutscher Landschafts- und Vedutenmaler der Düsseldorfer Schule                                                                                | 71    |       |
| 16. Juni | Bernhard von Scheibler              | preußischer Landrat und Friedensrichter | 62    |       |
| 16. Juni | Maria Theresia Scherer              | Ordensschwester, Generaloberin | 62    |       |
| 17. Juni | Franz Johann Kwizda von Hochstern   | österreichischer Apotheker | 61    |       |
| 18. Juni | Gustav Bertog                       | deutscher Guts- und Fabrikbesitzer und Parlamentarier                                                                                          | 62    |       |
| 18. Juni | Franz Duncker                       | deutscher Verleger, Politiker, MdR und Sozialreformer                                                                                          | 66    |       |
| 18. Juni | Karl Moeser                         | österreichischer Architekt | 50    |       |
| 20. Juni | Karl Friedrich August Kahnis        | deutscher evangelischer Theologe | 73    |       |
| 20. Juni | Marie von Preußen                   | Mitglied aus dem Haus Hohenzollern und die Großnichte des Kaisers Wilhelm I.                                                                   | 32    |       |
| 20. Juni | Johannes Hermann Zukertort          | Schachspieler | 45    |       |
| 21. Juni | Victoria Benedictsson               | schwedische Schriftstellerin | 38    |       |
| 21. Juni | Max Theodor Hayn                    | deutscher Kaufmann und Senator | 78    |       |
| 21. Juni | Amalie von Lerchenfeld              | uneheliche Tochter von Therese zu Mecklenburg                                                                                                  |       |       |
| 21. Juni | Jan Nolet de Brauwere van Steeland  | niederländisch-flämischer Dichter | 73    |       |
| 22. Juni | Paul Séverin Abbatucci              | französischer Politiker | 67    |       |
| 22. Juni | Franz Folliot de Crenneville        | österreichischer General und Kunstförderer | 73    |       |
| 22. Juni | Franz Napoleon Heigel               | deutscher Maler | 75    |       |
| 22. Juni | Edmund Neupert                      | norwegischer Pianist, Komponist und Musikpädagoge                                                                                              | 46    |       |
| 23. Juni | Moritz Landé                        | deutscher Architekt | 59    |       |
| 23. Juni | Emil Naumann                        | deutscher Komponist und Kirchenmusiker | 60    |       |
| 23. Juni | Gustav Witte                        | Leiter der Berliner Feuerwehr |       |       |
| 24. Juni | Reinhard Rudolph Hertzberg          | deutscher Maler- und Kupferstecher |       |       |
| 25. Juni | August Pichler                      | österreichischer Theaterschauspieler und Komiker                                                                                               | 71    |       |
| 26. Juni | Ludwig Michalski                    | polnisch-schweizerischer Unternehmer | 51    |       |
| 27. Juni | Albert Parlow                       | deutscher Komponist | 64    |       |
| 28. Juni | Amalie Murtfeldt                    | deutsche Malerin | 60    |       |
| 28. Juni | Andrés del Valle Rodríguez          | Präsident von El Salvador | 54    |       |
| 29. Juni | Frank Bellew                        | US-amerikanischer Karikaturist, Cartoonist, Zeichner und Illustrator                                                                           | 60    |       |
| 29. Juni | Anton Rosenkranz                    | böhmischer Militärkapellmeister und Komponist                                                                                                  | 60    |       |
| 29. Juni | Franz Xaver Weninger                | österreichischer Jesuitenpater und Buchautor in den USA                                                                                        | 82    |       |
| 30. Juni | Léon Metchnikoff                    | russischer Geograph | 50    |       |
| 30. Juni | Philipp Anton von Segesser          | Schweizer Politiker und Historiker | 71    |       |
| 30. Juni | Johann Zacherl                      | österreichischer Fabrikant |       |       |
| Juni     | Jeremiah E. Cary                    | US-amerikanischer Jurist und Politiker | 85    |       |

## Juli
| Tag      | Name                                | Beruf, bekannt als                                                                                    | Alter | Beleg |
| -------- | ----------------------------------- | --- | ----- | ----- |
| 1. Juli  | Ludwig Delius                       | preußischer Beamter und liberaler Politiker                                                           | 80    |       |
| 1. Juli  | Benedikt Martignoni                 | österreichischer Politiker, Landtagsabgeordneter                                                      | 78    |       |
| 1. Juli  | Anton Strauß                        | deutscher Stadtgärtner und Gartendirektor von Köln                                                    | 60    |       |
| 3. Juli  | Alexander Gentz                     | deutscher Unternehmer                                                                                 | 62    |       |
| 3. Juli  | Alexander Schweizer                 | reformierter Theologe                                                                                 | 80    |       |
| 3. Juli  | Friedrich Edmund Stechow            | deutscher Reichsgerichtsrat                                                                           | 60    |       |
| 4. Juli  | Elisabeth Deichmann-Schaaffhausen   | deutsche Bankiersgattin, erste Studentin an der Bonner Universität                                    | 77    |       |
| 4. Juli  | Gottlieb Theodor Hase               | deutscher Kunstmaler und Fotograf                                                                     | 70    |       |
| 4. Juli  | Johannes Ludwig                     | Schweizer Architekt                                                                                   | 72    |       |
| 4. Juli  | Friedrich Albert Mehmel             | deutscher Orgelbauer                                                                                  | 60    |       |
| 4. Juli  | Theodor Storm                       | deutscher Schriftsteller                                                                              | 70    |       |
| 5. Juli  | Johann Heinrich Dick                | deutscher Unternehmer und Bürgermeister                                                               | 86    |       |
| 5. Juli  | Edouard Quiquerez                   | Schweizer Ingenieur und Fotograf                                                                      | 53    |       |
| 6. Juli  | Ferdinand von Hahn                  | deutscher Majoratsbesitzer                                                                            | 79    |       |
| 6. Juli  | Constantin Cäsar Kellermann         | deutscher Jurist und Politiker, MdL (Königreich Sachsen)                                              | 80    |       |
| 7. Juli  | William Cairns                      | britischer Verwaltungsbeamter                                                                         | 60    |       |
| 7. Juli  | Joseph Egbert                       | US-amerikanischer Politiker                                                                           | 81    |       |
| 7. Juli  | Alphonse François                   | französischer Kupferstecher                                                                           | 73    |       |
| 9. Juli  | Basil Ferdinand Curti               | Jurist und Politiker                                                                                  | 84    |       |
| 9. Juli  | George Robert Gleig                 | Schriftsteller und Soldat                                                                             | 92    |       |
| 9. Juli  | Franz von Neumann der Ältere        | österreichischer Architekt und Kommunalpolitiker                                                      | 73    |       |
| 11. Juli | Hugo Ruehle                         | deutscher Mediziner und Hochschullehrer                                                               | 63    |       |
| 11. Juli | Peter Taugwalder                    | Schweizer Bergsteiger und Bergführer                                                                  | 68    |       |
| 12. Juli | Carmelo Scicluna                    | maltesischer römisch-katholischer Geistlicher und Bischof von Malta                                   | 87    |       |
| 13. Juli | Friedrich Wilhelm Fischer           | deutscher Advokat und Reichstagsabgeordneter                                                          |       |       |
| 14. Juli | Johannes Henricus Brand             | südafrikanischer Politiker, Präsident des Oranje-Freistaats                                           | 64    |       |
| 14. Juli | Julius Budge                        | deutscher Anatom                                                                                      | 76    |       |
| 14. Juli | Antoine Étex                        | französischer Bildhauer, Maler, Architekt und Schriftsteller                                          | 80    |       |
| 14. Juli | Alfred von Gramatzki                | deutscher Jurist und Politiker, MdR, Landrat und Landeshauptmann in Ostpreußen                        | 53    |       |
| 14. Juli | Wladimir Dmitrijewitsch Swertschkow | Maler, Glasmaler und Kunstagent                                                                       | 66    |       |
| 16. Juli | Hiram Edson                         | amerikanischer Siebenten-Tags-Adventist                                                               | 82    |       |
| 17. Juli | Karl von Normann                    | deutscher Offizier, Hofbeamter und Diplomat                                                           | 60    |       |
| 18. Juli | John W. H. Underwood                | US-amerikanischer Politiker                                                                           | 71    |       |
| 19. Juli | Edmund Barttelot                    | britischer Offizier und Begleiter Stanleys in Afrika                                                  | 29    |       |
| 19. Juli | Mikhail Mishaqa                     | Historiker und Musiktheoretiker des osmanischen Syriens                                               | 88    |       |
| 20. Juli | Paul Langerhans                     | deutscher Pathologe                                                                                   | 40    |       |
| 20. Juli | Karl Meinhold                       | lutherischer Theologe, Dompfarrer und Superintendent in Cammin und Führer der Lutherischen Orthodoxie | 74    |       |
| 20. Juli | Thomas L. Young                     | US-amerikanischer Anwalt                                                                              | 55    |       |
| 21. Juli | Friedrich Behre                     | deutscher Kommunalpolitiker, Schulleiter und Bankmanager                                              | 68    |       |
| 21. Juli | Charles Duclerc                     | französischer Staatsmann                                                                              | 74    |       |
| 21. Juli | Mathias Joseph Scheeben             | deutscher katholischer Theologe                                                                       | 53    |       |
| 21. Juli | Friedrich Seybold                   | deutscher Buchhändler und Politiker                                                                   | 58    |       |
| 22. Juli | Emil Schandein                      | deutsch-US-amerikanischer Unternehmer                                                                 | 48    |       |
| 23. Juli | Pierre Bossan                       | französischer Kirchenarchitekt des Historismus                                                        | 74    |       |
| 23. Juli | August Ebrard                       | deutscher reformierter Theologe                                                                       | 70    |       |
| 23. Juli | Joseph von Scheda                   | österreichischer Kartograf                                                                            | 72    |       |
| 23. Juli | Williams Carter Wickham             | US-amerikanischer Jurist, Eisenbahnmann und Politiker sowie General in der Konföderiertenarmee        | 67    |       |
| 24. Juli | Friedrich Meyer                     | deutscher Jurist und Politiker (NLP), MdR                                                             | 61    |       |
| 25. Juli | Hermann Bonitz                      | deutscher Philologe, Philosoph und Schulreformer                                                      | 73    |       |
| 25. Juli | Pauline Klengel                     | deutsche Pianistin                                                                                    | 57    |       |
| 26. Juli | Christian Coulin                    | österreichischer Kaufmann und Wohltäter                                                               |       |       |
| 27. Juli | Alexander Romanowitsch Drenteln     | russischer General und Staatsmann                                                                     |       |       |
| 28. Juli | Hans Brunner                        | deutscher Maler                                                                                       | 75    |       |
| 28. Juli | Thomas Carney                       | US-amerikanischer Politiker                                                                           | 63    |       |
| 29. Juli | Maximilian von Württemberg          | württembergischer Herzog                                                                              | 59    |       |
| 29. Juli | Hermann Gans zu Putlitz             | deutscher Gutsbesitzer und Politiker                                                                  | 72    |       |
| 30. Juli | Ernst Ranke                         | deutscher evangelischer Theologe                                                                      | 73    |       |
| 30. Juli | Franz von Thun und Hohenstein       | österreichischer General                                                                              | 62    |       |
| 31. Juli | Frank Holl                          | englischer Maler                                                                                      | 43    |       |
| 31. Juli | Gustav Kramer                       | deutscher Pädagoge und Theologe                                                                       | 82    |       |
| 31. Juli | Jean Vogt                           | deutscher Komponist                                                                                   | 65    |       |

## August
| Tag        | Name                               | Beruf, bekannt als                                                                                      | Alter | Beleg |
| ---------- | ---------------------------------- | --- | ----- | ----- |
| 1. August  | Heinrich von Schwerin              | deutscher Politiker, Generallandschaftsdirektor von Pommern                                             | 52    |       |
| 1. August  | Ludwig Ferdinand Timme             | preußischer Beamter und Politiker                                                                       | 58    |       |
| 1. August  | Robert B. Van Valkenburgh          | US-amerikanischer Offizier und Politiker                                                                | 66    |       |
| 2. August  | Roxey Ann Caplin                   | englische Korsettmacherin, Erfinderin und Autorin                                                       |       |       |
| 2. August  | Christian Ludwig Lauteren          | deutscher Industriemagnat und Politiker                                                                 | 77    |       |
| 2. August  | Alfred zu Salm-Reifferscheidt-Dyck | preußischer Kronbeamter und Parlamentarier                                                              | 77    |       |
| 2. August  | Karl Swiedack                      | österreichischer Schauspieler und Schriftsteller                                                        | 73    |       |
| 3. August  | Carlo Battaglini                   | Schweizer Politiker                                                                                     | 76    |       |
| 3. August  | Karl Bömers                        | deutscher Schriftsteller                                                                                | 40    |       |
| 3. August  | Benjamin Goodrich                  | US-amerikanischer Industrieller                                                                         | 46    |       |
| 4. August  | John William Burgon                | englischer anglikanischer Geistlicher                                                                   | 74    |       |
| 4. August  | Charles-Joseph Coursol             | kanadischer Politiker                                                                                   | 68    |       |
| 4. August  | Nicolaus Hermann                   | Schweizer Politiker und Richter                                                                         | 69    |       |
| 4. August  | Gustav Meretta                     | tschechischer Architekt                                                                                 | 56    |       |
| 5. August  | Ludwig Gitzler                     | Jurist, Hochschullehrer und Reichstagsabgeordneter                                                      | 77    |       |
| 5. August  | Charles Octavius Swinnerton Morgan | britischer Politiker und Historiker                                                                     | 84    |       |
| 5. August  | Theodor Hermann Rimpau             | deutscher Landwirt, Erfinder der Moordammkultur                                                         | 66    |       |
| 5. August  | Otto Saro                          | deutscher Oberstaatsanwalt und Politiker, MdR                                                           | 70    |       |
| 5. August  | Philip Sheridan                    | General des Unionsheeres im Amerikanischen Bürgerkrieg                                                  | 57    |       |
| 6. August  | Wilhelm Obermüller                 | deutscher Laien-Geschichtswissenschaftler und Laien-Sprachwissenschaftler                               | 79    |       |
| 6. August  | Friedrich Volbehr                  | deutscher Landeshistoriker und Zeitungsredakteur                                                        | 69    |       |
| 7. August  | François-Edouard Hasley            | französischer Bischof                                                                                   | 63    |       |
| 8. August  | Friedrich Wilhelm Jähns            | deutscher Gesangslehrer und Musikschriftsteller                                                         | 79    |       |
| 9. August  | Charles Cros                       | französischer Dichter und Erfinder                                                                      | 45    |       |
| 9. August  | Johann Hauler                      | österreichischer klassischer Philologe und Lehrer                                                       | 58    |       |
| 9. August  | Jørgen Roed                        | dänischer Maler                                                                                         | 80    |       |
| 10. August | Karoline Hetzenecker               | deutsche Opernsängerin                                                                                  | 65    |       |
| 10. August | Georg Weber                        | deutscher Historiker und Altphilologe                                                                   | 80    |       |
| 11. August | Arend Berkholz                     | Bürgermeister von Riga                                                                                  | 79    |       |
| 11. August | August Godtknecht                  | deutscher Genremaler                                                                                    | 64    |       |
| 11. August | Johann August Scheibner            | deutscher Politiker, MdL (Königreich Sachsen)                                                           | 78    |       |
| 13. August | Joseph Marzell Hoffmann            | Schweizer Politiker und Richter                                                                         | 78    |       |
| 13. August | Carl Friedrich Theodor Rapp        | deutscher Kaufmann und Hamburger Senator                                                                | 53    |       |
| 14. August | Charles Crocker                    | US-amerikanischer Eisenbahnunternehmer                                                                  | 65    |       |
| 14. August | Carl Christian Hall                | dänischer Staatsmann                                                                                    | 76    |       |
| 14. August | Friedrich Hofmann                  | deutscher Schriftsteller                                                                                | 75    |       |
| 14. August | James L. D. Morrison               | US-amerikanischer Politiker                                                                             | 72    |       |
| 16. August | John Pemberton                     | US-amerikanischer Drogist und der Erfinder von Coca-Cola                                                | 57    |       |
| 17. August | Valentin Ceconi                    | österreichischer Baumeister und Architekt                                                               | 60    |       |
| 17. August | Friedrich Ernst Wolperding         | deutscher Landschaftsmaler                                                                              | 73    |       |
| 18. August | Franz Xaver Heilig                 | deutscher Kaufmann, Bürgermeister und Politiker (NLP), MdR                                              | 61    |       |
| 19. August | Erik Edlund                        | schwedischer Physiker, Meteorologe und Politiker, Mitglied des Riksdag                                  | 69    |       |
| 19. August | Meyer Isler                        | deutscher Philologe und Bibliothekar                                                                    | 80    |       |
| 19. August | William Wallace Wilshire           | US-amerikanischer Politiker                                                                             | 57    |       |
| 20. August | Michael Innerkofler                | Südtiroler Bergführer                                                                                   | 44    |       |
| 21. August | Basil Mitrofanowicz                | griechisch-orthodoxer Theologe und Hochschullehrer in Czernowitz                                        | 57    |       |
| 22. August | Charles W. Cathcart                | US-amerikanischer Politiker (Demokratische Partei)                                                      | 79    |       |
| 23. August | James Bowen Everhart               | US-amerikanischer Politiker                                                                             | 67    |       |
| 23. August | Philip Henry Gosse                 | englischer Naturforscher                                                                                | 78    |       |
| 24. August | Rudolf Clausius                    | deutscher Physiker                                                                                      | 66    |       |
| 24. August | Jakob Eisendle                     | Südtiroler Bauer, Mechaniker und Erfinder                                                               | 77    |       |
| 25. August | Carl Erdmann Heine                 | deutscher Rechtsanwalt und Politiker (DFP), MdR, MdL, sowie Unternehmer und Industriepionier in Leipzig | 69    |       |
| 27. August | John Rufus Edie                    | US-amerikanischer Politiker                                                                             | 74    |       |
| 27. August | Emil Winkler                       | deutscher Ingenieur                                                                                     | 53    |       |
| 28. August | Georg Beseler                      | deutscher Jurist und Politiker, MdR                                                                     | 78    |       |
| 28. August | Julius Krohn                       | finnischer Dichter, Folklorist und Literaturwissenschaftler                                             | 53    |       |
| 28. August | Carl Johann Lasch                  | deutscher Maler                                                                                         | 66    |       |
| 29. August | Friedrich Maria Krahe              | deutscher Architekt                                                                                     | 84    |       |
| 30. August | Friedrich Beck                     | deutscher Dichter und Gelehrter                                                                         | 82    |       |
| 30. August | Charles Estoppey                   | Schweizer Politiker (FDP)                                                                               | 68    |       |
| 30. August | Joseph Gottsleben                  | deutscher Buchdruckereibesitzer und Zeitungsverleger in Mainz                                           | 66    |       |
| 30. August | Johann Peter Grieß                 | deutscher Chemiker                                                                                      | 58    |       |
| 30. August | Paul Ritter der Jüngere            | deutscher Maler und Radierer                                                                            | 29    |       |
| 30. August | Ferdinand Rumpelt                  | deutscher Theaterschauspieler und Autor                                                                 | 68    |       |
| 30. August | John Scott                         | britischer Entomologe                                                                                   | 64    |       |
| 31. August | Mary Ann Nichols                   | Opfer des Serienmörders Jack the Ripper                                                                 | 43    |       |
| August     | Georg Winkler                      | deutscher Bergsteiger, Abiturient                                                                       |       |       |
| August     | Ferdinand Winter                   | deutscher Lehrer                                                                                        |       |       |

## September
| Tag           | Name                                           | Beruf, bekannt als                                                                                | Alter | Beleg |
| ------------- | ---------------------------------------------- | ------------------------------------------------------------------------------------------------- | ----- | ----- |
| 1. September  | Leopold Spengemann                             | deutscher Fabrikarbeiter, tätig in der Arbeiter-Bildung                                           | 72    |       |
| 2. September  | Heinrich Schwerdt                              | deutscher evangelischer Geistlicher, Schriftsteller und Pädagoge                                  | 78    |       |
| 4. September  | Jón Árnason                                    | isländischer Autor und Sammler isländischer Märchen und Sagen                                     | 69    |       |
| 5. September  | Karl Wilhelm Meixner                           | deutscher Schauspieler                                                                            | 72    |       |
| 5. September  | William Terry                                  | US-amerikanischer Politiker                                                                       | 64    |       |
| 7. September  | Franz Fischer                                  | österreichischer Politiker                                                                        | 58    |       |
| 7. September  | Gustav Gaul                                    | österreichischer Maler                                                                            | 52    |       |
| 7. September  | Tito Ricordi                                   | italienischer Musikverleger                                                                       | 76    |       |
| 8. September  | Annie Chapman                                  | englische Prostituierte, Opfer von Jack the Ripper                                                |       |       |
| 8. September  | Johann Eberhard Käfferlein                     | deutscher Jurist und Politiker                                                                    | 81    |       |
| 10. September | Heinrich Eduard von Pape                       | deutscher Jurist                                                                                  | 71    |       |
| 11. September | Domingo Faustino Sarmiento                     | Präsident von Argentinien (1868–1874)                                                             | 77    |       |
| 11. September | William Wheaton                                | US-amerikanischer Anwalt, Politiker und Baseballpionier                                           | 74    |       |
| 12. September | Kurt von Haugwitz                              | deutscher Grundbesitzer, Verwaltungsbeamter und Parlamentarier                                    | 72    |       |
| 12. September | Richard Anthony Proctor                        | britischer Astronom                                                                               | 51    |       |
| 12. September | Élisa Schlésinger                              | Gattin des Verlegers Maurice Schlésinger und die große Liebe des Schriftstellers Gustave Flaubert | 77    |       |
| 13. September | Napoleon Xaver von Mankowski                   | polnischer Rittergutsbesitzer und Politiker, MdR                                                  | 52    |       |
| 13. September | Christian Mohr                                 | Bildhauer, Dombildhauer, Restaurator und Kunstschriftsteller                                      | 65    |       |
| 14. September | Carl von Prantl                                | deutscher Philosophiehistoriker                                                                   | 68    |       |
| 15. September | Michel Buck                                    | deutscher Mediziner, Kulturhistoriker und schwäbischer Dialektdichter                             | 55    |       |
| 15. September | Emil Hallatz                                   | deutscher Maler                                                                                   |       |       |
| 15. September | Johann Adolf II. zu Schwarzenberg              | österreichischer Großgrundbesitzer, Diplomat und Politiker                                        | 89    |       |
| 16. September | Otto Erhard                                    | deutscher Politiker (DFP), MdR                                                                    | 58    |       |
| 16. September | John W. Lane                                   | texanischer Politiker                                                                             | 53    |       |
| 17. September | John Cummins Edwards                           | US-amerikanischer Jurist und Politiker                                                            | 82    |       |
| 17. September | Franz Konstantin Rampa                         | römisch-katholischer Bischof des Bistums Chur                                                     | 51    |       |
| 17. September | Gustav von Rosenstiel                          | deutscher Amtsrat und Deichhauptmann im Oderbruch (1876–1888)                                     | 64    |       |
| 17. September | Wilhelm Schumacher                             | deutscher Acker- und Pflanzenbauwissenschaftler                                                   | 54    |       |
| 18. September | Cornelius Johannes Themmen                     | niederländischer Mediziner und praktischer Arzt in Deventer                                       | 92    |       |
| 21. September | Léon-Paul-Joseph Robert                        | französischer Maler                                                                               | 39    |       |
| 21. September | Simon Vissering                                | holländischer Nationalökonom und Statistiker                                                      | 70    |       |
| 22. September | Gustave Boulanger                              | französischer Maler                                                                               | 64    |       |
| 22. September | Mathilde von Marlow                            | Opernsängerin                                                                                     |       |       |
| 22. September | Robert Julius Vollsack                         | deutscher Jurist                                                                                  |       |       |
| 23. September | François-Achille Bazaine                       | Marschall von Frankreich                                                                          | 77    |       |
| 24. September | Ludwig Theison                                 | bayerischer Politiker                                                                             | 63    |       |
| 25. September | Jean-Baptiste Eugène Bellier de la Chavignerie | französischer Entomologe                                                                          | 69    |       |
| 25. September | Hryhorij Galagan                               | ukrainischer Sozialaktivist, Ethnograph, Philanthrop und Mäzen                                    | 69    |       |
| 25. September | Horatio Spafford                               | US-amerikanischer Anwalt und Kirchenlieddichter                                                   | 59    |       |
| 26. September | Emil Baehrens                                  | deutscher Klassischer Philologe                                                                   | 40    |       |
| 27. September | Jacob Miller Campbell                          | US-amerikanischer Politiker                                                                       | 66    |       |
| 28. September | Carl Giesecke                                  | deutscher Orgelbauer                                                                              | 76    |       |
| 28. September | Ernest Maria Müller                            | katholischer Bischof der Diözese Linz                                                             | 66    |       |
| 30. September | Catherine Eddowes                              | gilt als das vierte Opfer des Serienmörders Jack the Ripper                                       | 46    |       |
| 30. September | Friedrich Karl Heinrich Otto Gebhardt          | deutscher Jurist und Politiker                                                                    | 61    |       |
| 30. September | Ludwig Ernst Hahn                              | Beamter und Publizist                                                                             | 68    |       |
| 30. September | Hermann Hug                                    | deutscher Revolutionär                                                                            | 63    |       |
| 30. September | Elizabeth Stride                               | britische Prostituierte schwedischer Herkunft und Opfer von Jack the Ripper                       | 44    |       |
| September     | Franz Bertram                                  | deutscher Gutsbesitzer und Politiker, MdR                                                         | 45    |       |

## Oktober
| Tag         | Name                             | Beruf, bekannt als                                                                         | Alter | Beleg |
| ----------- | -------------------------------- | ------------------------------------------------------------------------------------------ | ----- | ----- |
| 2. Oktober  | Julius Kräcker                   | deutscher Politiker (SPD), MdR                                                             | 49    |       |
| 3. Oktober  | Georg Fischer                    | Schweizer Unternehmer                                                                      | 84    |       |
| 3. Oktober  | Włodzimierz Łoś                  | polnischer Maler                                                                           |       |       |
| 4. Oktober  | Franz Xaver Huber                | deutscher Karmelit                                                                         | 69    |       |
| 4. Oktober  | Thomas King                      | englischer Boxer                                                                           | 53    |       |
| 4. Oktober  | Joe Taylor                       | schottischer Fußballspieler                                                                | 37    |       |
| 4. Oktober  | Wolfgang Moritz Vogelgesang      | deutscher Montanist, Geologe und Gymnasialprofessor                                        | 62    |       |
| 7. Oktober  | Michail Nikolajewitsch Charusin  | russischer Jurist und Ethnograph                                                           | 28    |       |
| 8. Oktober  | Jules Joseph d’Anethan           | belgischer Staatsmann                                                                      | 85    |       |
| 8. Oktober  | Moritz Schmidt                   | deutscher Altphilologe                                                                     | 64    |       |
| 9. Oktober  | Anthony Musgrave                 | Gouverneur verschiedener britischer Kolonien                                               | 60    |       |
| 9. Oktober  | Carl Friedrich Wilhelm Streib    | deutscher Architekt und Baumeister                                                         | 65    |       |
| 10. Oktober | Adolf von Schell                 | preußischer Generalmajor                                                                   | 51    |       |
| 11. Oktober | Johann Preyer                    | Schriftsteller und Bürgermeister Temeswars                                                 | 82    |       |
| 11. Oktober | Wilhelm Riefstahl                | deutscher Landschaftsmaler                                                                 | 61    |       |
| 12. Oktober | Joseph Moses Levy                | englischer Publizist und Unternehmer                                                       | 75    |       |
| 13. Oktober | Pietro Merlo                     | italienischer Sprachwissenschaftler, Romanist und Altphilologe                             | 37    |       |
| 13. Oktober | Karl von Raiffeisen              | deutscher evangelischer Theologe                                                           | 68    |       |
| 14. Oktober | Augustin Feyen-Perrin            | französischer Maler                                                                        | 62    |       |
| 14. Oktober | Friedrich Wilhelm von Hessen     | Titular-Landgraf der ehemaligen Landgrafschaft Hessen-Kassel                               | 33    |       |
| 15. Oktober | Carl Latann                      | deutscher Militärmusiker und Chef des ersten in Deutschland aufgestellten Marinemusikkorps | 48    |       |
| 16. Oktober | Manuel Teodoro del Valle Seoane  | peruanischer Geistlicher                                                                   | 74    |       |
| 16. Oktober | John Wentworth                   | US-amerikanischer Politiker, Bürgermeister von Chicago                                     | 73    |       |
| 17. Oktober | Johann Gött                      | Drucker und Bürgermeister von Kronstadt                                                    | 77    |       |
| 17. Oktober | Carlo Felice Nicolis di Robilant | italienischer General und Staatsmann                                                       | 62    |       |
| 17. Oktober | Friedrich Salomon Vögelin        | Schweizer Theologe, Kunsthistoriker und Politiker                                          | 51    |       |
| 18. Oktober | Alessandro Antonelli             | italienischer Architekt                                                                    | 90    |       |
| 18. Oktober | Victor Kolbe                     | deutscher Rittergutsbesitzer, Jurist und Politiker (NLP), MdR                              | 79    |       |
| 18. Oktober | Albert Zimmermann                | deutscher Maler                                                                            | 79    |       |
| 19. Oktober | Lysius Salomon                   | haitianischer Politiker und Präsident von Haiti                                            | 73    |       |
| 19. Oktober | Martin Vogeno                    | deutscher Stiftsgoldschmied und Restaurator                                                | 67    |       |
| 20. Oktober | Karl August von Guionneau        | deutscher Politiker                                                                        | 66    |       |
| 20. Oktober | Friedrich Wilhelm Meschwitz      | deutscher Forstinspektor                                                                   | 73    |       |
| 20. Oktober | Hugo Pfafferott                  | deutscher Jurist und Politiker (Zentrum), MdR                                              | 57    |       |
| 20. Oktober | Peter Stephan                    | Landtagsabgeordneter Großherzogtum Hessen                                                  | 70    |       |
| 21. Oktober | Friedrich von Maltzahn           | mecklenburgischer Gutsbesitzer und Politiker                                               | 81    |       |
| 22. Oktober | James Craig                      | US-amerikanischer Offizier und Politiker                                                   | 70    |       |
| 22. Oktober | Adam Wilhelm Knuth               | dänischer Gutsherr                                                                         | 34    |       |
| 23. Oktober | Timothy Davis                    | US-amerikanischer Politiker                                                                | 67    |       |
| 23. Oktober | Karl Engemann                    | Schweizer Politiker                                                                        | 71    |       |
| 23. Oktober | Franz Josef von Gruben           | deutscher Jurist, Domänenverwalter und Politiker (Zentrum), MdR                            | 59    |       |
| 23. Oktober | Robert Justus Kleberg            | deutsch-amerikanischer Farmer, Soldat und Richter                                          | 85    |       |
| 23. Oktober | Heinrich Alexander von Redern    | preußischer Diplomat                                                                       | 84    |       |
| 24. Oktober | Emilie Conradi                   | Schwester von Karl Marx                                                                    | 66    |       |
| 24. Oktober | Francis Thomas Gregory           | australischer Entdeckungsreisender und Politiker                                           | 67    |       |
| 25. Oktober | Karl Bonstedt                    | Bürgermeister in Iserlohn                                                                  | 43    |       |
| 25. Oktober | Theodor Kjerulf                  | norwegischer Geologe und Lyriker                                                           | 63    |       |
| 25. Oktober | Heinrich David Müller            | deutscher Lederfabrikant und Politiker                                                     | 83    |       |
| 26. Oktober | William Thomas Hamilton          | US-amerikanischer Politiker                                                                | 68    |       |
| 27. Oktober | Emil Annecke                     | deutscher Revolutionär und US-amerikanischer Jurist                                        | 64    |       |
| 27. Oktober | Helene von Nassau                | Prinzessin von Nassau, durch Heirat Fürstin zu Waldeck und Pyrmont                         | 57    |       |
| 27. Oktober | Hermann von Schulze-Gävernitz    | deutscher Jurist                                                                           | 64    |       |
| 27. Oktober | Carl Friedrich Trahn             | deutscher Zimmermeister                                                                    | 82    |       |
| 28. Oktober | Euloge Reignier                  | französischer römisch-katholischer Priester und Missionar in Neuseeland                    |       |       |
| 29. Oktober | John P. Campbell                 | US-amerikanischer Politiker                                                                | 67    |       |
| 29. Oktober | Conrad Ermisch                   | deutscher Illustrator sowie Genre- und Historienmaler                                      | ≈33   |       |
| 29. Oktober | Hans Speckter                    | deutscher Illustrator, Zeichner und Autor                                                  | 40    |       |
| 30. Oktober | François Coignet                 | französischer Bautechniker und Bauunternehmer                                              | 74    |       |
| 31. Oktober | Wilhelm Brockhaus                | deutscher Schriftsteller, Komponist und Evangelist der Brüderbewegung                      | 69    |       |
| 31. Oktober | Ignazio Masotti                  | italienischer Kurienkardinal                                                               | 71    |       |
| 31. Oktober | Anton Pummerer                   | bayerischer Bierbrauer, Gastronom und Politiker                                            | 76    |       |
| Oktober     | Marie Amalie von Baden           | badische Prinzessin und Duchess of Hamilton                                                |       |       |

## November
| Tag          | Name                                                 | Beruf, bekannt als                                                               | Alter | Beleg |
| ------------ | ---------------------------------------------------- | -------------------------------------------------------------------------------- | ----- | ----- |
| 1. November  | Nikolai Michailowitsch Prschewalski                  | russischer Militär und Forschungsreisender                                       | 49    |       |
| 1. November  | Bernhard Roos                                        | Bürgermeister in Ingenheim                                                       | 92    |       |
| 2. November  | Etienne-Barthélémy Bagnoud                           | Schweizer römisch-katholischer Abtbischof von Saint-Maurice                      | 85    |       |
| 2. November  | Charles Degeorge                                     | französischer Bildhauer                                                          | 51    |       |
| 3. November  | Gustav Gerlich                                       | preußischer Politiker, MdR                                                       | 78    |       |
| 3. November  | Gottlieb Riem                                        | Schweizer Politiker                                                              |       |       |
| 5. November  | Carl Garcke                                          | Landwirt und Politiker in der preußischen Provinz Sachsen                        |       |       |
| 5. November  | Albert von Gladis                                    | deutscher Richter und Politiker                                                  | 82    |       |
| 5. November  | Louis Loewe                                          | Orientalist                                                                      | 79    |       |
| 5. November  | Kanō Hōgai                                           | japanischer Maler                                                                | 60    |       |
| 5. November  | Hermann Rönsch                                       | deutscher Theologe und Sprachforscher                                            | 67    |       |
| 6. November  | Johann Heilmann                                      | bayerischer Generalleutnant, Militärhistoriker                                   | 63    |       |
| 6. November  | Adalbert Horawitz                                    | österreichischer Historiker, Philologe und Altphilologe                          | 48    |       |
| 7. November  | David Hammons                                        | US-amerikanischer Politiker                                                      | 80    |       |
| 7. November  | Rudolf Robert Maier                                  | deutscher Pathologe und Anatom                                                   | 64    |       |
| 7. November  | Ludwig Müller-Uri                                    | deutscher Glasbläser                                                             | 77    |       |
| 9. November  | Felix Aerts                                          | belgischer Violinist und Komponist                                               | 61    |       |
| 9. November  | Heinrich von Bamberger                               | österreichischer Pathologe                                                       | 65    |       |
| 9. November  | Mary Jane Kelly                                      | Opfer des Serienmörders Jack the Ripper                                          |       |       |
| 9. November  | Franz Meinl                                          | mährisch-österreichischer Orgelbauer                                             | 81    |       |
| 10. November | George Bingham, 3. Earl of Lucan                     | britischer Feldmarschall, Teilnehmer am Krimkrieg, Mitglied des House of Commons | 88    |       |
| 10. November | Benjamin Herder                                      | deutscher Verleger, Geschäftsleiter der Verlagsgruppe Herder                     | 70    |       |
| 10. November | Vicente Herrera Zeledón                              | Präsident Costa Ricas                                                            | 67    |       |
| 10. November | Daniel Sloboda                                       | evangelischer Geistlicher und Botaniker                                          | 78    |       |
| 12. November | Erdmann von Pückler                                  | deutscher Rittergutsbesitzer und Parlamentarier                                  | 56    |       |
| 14. November | Jan Van Beers                                        | flämischer Dichter                                                               | 67    |       |
| 15. November | Karl Baum                                            | deutscher Theaterschauspieler, Sänger und Komiker                                | 58    |       |
| 15. November | Max Joseph in Bayern                                 | bayerischer Herzog und Volksmusikförderer                                        | 79    |       |
| 15. November | Ion I. Câmpineanu                                    | rumänischer Politiker                                                            | 47    |       |
| 15. November | Hermann von Rosenberg                                | deutscher Naturforscher in Indonesien                                            | 71    |       |
| 15. November | Ronald Ferguson Thomson                              | britischer Botschafter                                                           | 58    |       |
| 16. November | Arsène Darmesteter                                   | französischer Romanist                                                           | 42    |       |
| 16. November | Alfred von Degenfeld                                 | preußischer Generalleutnant und Politiker, MdR                                   | 72    |       |
| 16. November | Julius Heinrich Schreyer                             | deutscher Bergmann und Privatschullehrer                                         | 73    |       |
| 17. November | William Cowper-Temple, 1. Baron Mount Temple         | britischer Politiker der Liberal Party, Mitglied des House of Commons und Peer   | 76    |       |
| 17. November | Jakob Dont                                           | österreichischer Violinpädagoge                                                  | 73    |       |
| 17. November | Dora d’Istria                                        | rumänisch-albanische Schriftstellerin                                            | 60    |       |
| 17. November | Jertha von Pistor                                    | österreichische Theaterschauspielerin                                            | 32    |       |
| 18. November | Nikolaus Delius                                      | deutscher Anglist, Altphilologe und Shakespeare-Forscher                         | 75    |       |
| 18. November | August Marschall von Bieberstein                     | badischer Jurist und Diplomat                                                    | 84    |       |
| 18. November | Simeon K. Wolfe                                      | US-amerikanischer Politiker                                                      | 64    |       |
| 19. November | Hermann Christian Arndts                             | preußischer Beamter und Politiker                                                | 57    |       |
| 19. November | Edmond Gondinet                                      | französischer Bühnendichter und Librettist                                       | 60    |       |
| 20. November | Michel-Jean Cazabon                                  | trinidadischer Maler                                                             | 75    |       |
| 20. November | Carl Gustav Kämmerer                                 | deutscher Industrieller und Seifensieder                                         | 55    |       |
| 21. November | Walter Seestern-Pauly                                | deutscher Jurist                                                                 | 58    |       |
| 23. November | Henriette Lustig                                     | deutsche Unternehmerin, Begründerin des Wäschereigewerbes                        | 80    |       |
| 24. November | George Fuller                                        | US-amerikanischer Politiker                                                      | 86    |       |
| 24. November | Wilhelm Keller                                       | Schweizer Architekt                                                              | 65    |       |
| 25. November | Christian Jank                                       | deutscher Theatermaler                                                           | 55    |       |
| 25. November | Josef Jireček                                        | tschechischer Literaturhistoriker, Sprachforscher und Politiker                  | 63    |       |
| 25. November | Wilhelm Mohr                                         | deutscher Journalist                                                             | 49    |       |
| 25. November | Anne Sutherland-Leveson-Gower, Duchess of Sutherland | britische Adlige                                                                 | 59    |       |
| 26. November | Lucien Gaulard                                       | französischer Ingenieur und Erfinder                                             |       |       |
| 27. November | Jacob Georg Bodemer                                  | deutscher Unternehmer und Philanthrop                                            | 81    |       |
| 27. November | Wilhelm Hertenstein                                  | Schweizer Politiker                                                              | 63    |       |
| 27. November | Max von Witzleben                                    | preußischer Generalmajor                                                         | 76    |       |
| 28. November | Karl von Jagow                                       | deutscher Rittergutsbesitzer und Politiker, MdR                                  | 70    |       |
| 28. November | Laurenz Heinrich Carl Melchers                       | deutscher Unternehmer in Bremen                                                  | 76    |       |
| 29. November | Paulus Birker                                        | deutscher Benediktiner                                                           | 74    |       |
| 29. November | Anton Camenzind                                      | Schweizer Politiker                                                              | 63    |       |
| 29. November | Emil Grützner                                        | deutscher Industrieller und Politiker, MdR                                       | 47    |       |
| 29. November | Raphael Nathan Rabinowitz                            | russischer Talmudgelehrter                                                       | 53    |       |
| 30. November | Karl Lucae                                           | deutscher Germanist                                                              | 55    |       |

## Dezember
| Tag          | Name                                       | Beruf, bekannt als                                                                                    | Alter | Beleg |
| ------------ | ------------------------------------------ | --- | ----- | ----- |
| 1. Dezember  | Anthim I.                                  | bulgarischer Prälat, Politiker, Exarch und Oberhaupt der bulgarisch-orthodoxen Kirche                 |       |       |
| 1. Dezember  | Christian Deegen                           | deutscher Dahlienzüchter                                                                              | 90    |       |
| 2. Dezember  | Namık Kemal                                | türkischer Autor                                                                                      | 47    |       |
| 2. Dezember  | Carl Wilhelm Rohde                         | deutscher Verwaltungsbeamter                                                                          | 79    |       |
| 2. Dezember  | Franz Xaver Witt                           | deutscher Kirchenmusiker                                                                              | 54    |       |
| 3. Dezember  | Fritz von Diederichs                       | deutscher Jurist und Politiker, MdR                                                                   | 83    |       |
| 3. Dezember  | Carl Zeiß                                  | deutscher Mechaniker und Unternehmer                                                                  | 72    |       |
| 5. Dezember  | Alexander Evans                            | US-amerikanischer Politiker                                                                           | 70    |       |
| 5. Dezember  | Heinrich Heerwagen                         | Rektor des Nürnberger Gymnasiums und Lokalhistoriker                                                  | 77    |       |
| 6. Dezember  | Samuel Earnshaw                            | englischer Geistlicher, Physiker und Mathematiker                                                     | 83    |       |
| 6. Dezember  | Imre Henszlmann                            | ungarischer Archäologe und Kunsthistoriker                                                            | 75    |       |
| 6. Dezember  | János Hunfalvy                             | ungarischer Geograph                                                                                  | 68    |       |
| 7. Dezember  | Leopold von Neumann                        | österreichischer Jurist und Staats- und Völkerrechtsexperte                                           | 77    |       |
| 8. Dezember  | Max Door                                   | Theaterschauspieler                                                                                   | 38    |       |
| 8. Dezember  | Benjamin Höchstätter                       | deutscher Rabbiner                                                                                    | 77    |       |
| 8. Dezember  | Friedrich Schlutter                        | deutscher Privatgelehrter und Politiker                                                               | 77    |       |
| 8. Dezember  | Adolf Wisselinck                           | deutscher Richter und Politiker                                                                       | 56    |       |
| 9. Dezember  | Maria Brignole Sale De Ferrari             | italienische Aristokratin, Salonière und Mäzenin                                                      | 77    |       |
| 9. Dezember  | Georg von Wagner                           | sächsischer Generalmajor                                                                              | 78    |       |
| 10. Dezember | Robert Rufus Bridgers                      | US-amerikanischer Jurist, Eisenbahnbeamter und konföderierter Politiker                               | 69    |       |
| 10. Dezember | Eduard Brummer                             | deutscher Theaterschauspieler und Komiker                                                             | 38    |       |
| 10. Dezember | Kazimierz von Grocholski                   | polnisch-österreichischer Politiker                                                                   |       |       |
| 10. Dezember | Karoline von Perin                         | österreichische Frauenrechtlerin                                                                      | 82    |       |
| 10. Dezember | Auguste Placet                             | französischer Violinist und Dirigent                                                                  | 72    |       |
| 11. Dezember | Friedrich Wilhelm Keim                     | kuhessischer Generalleutnant                                                                          | 88    |       |
| 11. Dezember | Karl Steffensen                            | deutscher Philosoph                                                                                   | 72    |       |
| 13. Dezember | Adolf Knaudt                               | deutscher Unternehmer, Ingenieur                                                                      | 63    |       |
| 13. Dezember | Carl Friedrich Gottfried Mohr              | Bremer Senator und Bürgermeister                                                                      | 85    |       |
| 14. Dezember | Friedrich von Dewitz                       | deutscher Gutsbesitzer, Politiker, MdR                                                                | 75    |       |
| 15. Dezember | Heinrich Ludwig Bolze                      | preußischer Lehrer und Schriftsteller                                                                 | 75    |       |
| 15. Dezember | Charles Edmund Boyle                       | US-amerikanischer Politiker                                                                           | 52    |       |
| 15. Dezember | Priscilla Braislin                         | US-amerikanische Mathematikerin und Hochschullehrerin                                                 | 38    |       |
| 15. Dezember | William Augustus Hall                      | US-amerikanischer Politiker                                                                           | 73    |       |
| 15. Dezember | Alexander von Hessen-Darmstadt             | Begründer des neuzeitlichen Hauses Battenberg                                                         | 65    |       |
| 16. Dezember | Wilhelm Roser                              | deutscher Chirurg                                                                                     | 71    |       |
| 17. Dezember | Paul Riant                                 | französischer Altertumsforscher und Orientalist                                                       | 52    |       |
| 17. Dezember | Leo von Thun und Hohenstein                | österreichischer Politiker                                                                            | 77    |       |
| 18. Dezember | Wilhelm Schulz                             | deutscher Jurist; Staatsminister im Herzogtum Braunschweig                                            | 82    |       |
| 20. Dezember | Eduard Heiden                              | deutscher Agrikulturchemiker                                                                          | 53    |       |
| 20. Dezember | John W. Lawrence                           | US-amerikanischer Politiker                                                                           | 88    |       |
| 20. Dezember | Thilo von Trotha                           | preußischer Generalmajor                                                                              | 74    |       |
| 21. Dezember | Eduard Hälbich                             | deutscher Kaufmann und Unternehmer                                                                    | 52    |       |
| 21. Dezember | August Köppe                               | deutscher Jurist, Staatsminister und Reichstagsabgeordneter                                           | 70    |       |
| 21. Dezember | Alexander Kuoni                            | Schweizer Architekt und Baumeister                                                                    | 46    |       |
| 21. Dezember | George W. Morrison                         | US-amerikanischer Politiker                                                                           | 79    |       |
| 22. Dezember | Isaac Thomas Hecker                        | US-amerikanischer römisch-katholischer Priester und Volksmissionar                                    | 69    |       |
| 23. Dezember | David Nathaniel Friedrich Dietrich         | deutscher Botaniker und Gärtner                                                                       | 89    |       |
| 23. Dezember | Franz August Mammen                        | deutscher Unternehmer und liberaler Politiker, Mitglied der Frankfurter Nationalversammlung, MdR, MdL | 75    |       |
| 23. Dezember | Laurence Oliphant                          | britischer Reiseschriftsteller, Diplomat und Okkultist                                                | 59    |       |
| 23. Dezember | John T. Spriggs                            | US-amerikanischer Jurist und Politiker                                                                | 63    |       |
| 23. Dezember | Otto Weber                                 | deutscher Genremaler und Landschaftsmaler                                                             | 56    |       |
| 24. Dezember | Rudolf von Braunschweig                    | russischer Staatsmann                                                                                 | 68    |       |
| 24. Dezember | Max Eifert                                 | deutscher Pfarrer, Heimatforscher und Schriftsteller                                                  | 80    |       |
| 24. Dezember | Michail Tarielowitsch Loris-Melikow        | russischer General und Innenminister                                                                  | 64    |       |
| 25. Dezember | Otto von Büren                             | Schweizer Politiker                                                                                   | 66    |       |
| 25. Dezember | August von Etzel                           | preußischer General der Infanterie und Politiker, MdR                                                 | 80    |       |
| 25. Dezember | Ida Kohl                                   | deutsche Schriftstellerin                                                                             | 74    |       |
| 25. Dezember | Johann Friedrich Ramm                      | württembergischer Ökonomierat, Landwirt und Politiker                                                 | 66    |       |
| 26. Dezember | Josef Bucher                               | Schweizer Politiker                                                                                   | 72    |       |
| 26. Dezember | Gotthard Victor Lechler                    | deutscher evangelischer Theologe, Superintendent von Leipzig, MdL                                     | 77    |       |
| 26. Dezember | Pasquale Stanislao Mancini                 | italienischer Jurist und Politiker                                                                    | 71    |       |
| 26. Dezember | Horace B. Smith                            | US-amerikanischer Politiker                                                                           | 62    |       |
| 27. Dezember | Hermann Ariovist von Fürth                 | deutscher Jurist und Politiker (Zentrum), MdR                                                         | 73    |       |
| 27. Dezember | Anna Alexejewna Olenina                    | russische Sängerin und Autorin                                                                        | 80    |       |
| 28. Dezember | Alexander von Finckh                       | oldenburgischer Regierungsbeamter                                                                     | 82    |       |
| 28. Dezember | Moritz Heinrich Rosenhauer                 | deutscher evangelischer Pfarrer und Politiker                                                         | 85    |       |
| 28. Dezember | Charles Shaw-Lefevre, 1. Viscount Eversley | britischer Politiker (Whigs) und Sprecher des House of Commons                                        | 94    |       |
| 31. Dezember | Samson Raphael Hirsch                      | deutscher Rabbiner und Schriftsteller                                                                 | 80    |       |
| 31. Dezember | George Middleton                           | US-amerikanischer Politiker                                                                           | 79    |       |
| Dezember     | Lucien Heath                               | US-amerikanischer Farmer, Händler und Politiker                                                       |       |       |

## Datum unbekannt
| Tag | Name                             | Beruf, bekannt als                                                        | Alter | Beleg |
| --- | -------------------------------- | ------------------------------------------------------------------------- | ----- | ----- |
|     | Nataniel Aguirre                 | bolivianischer Dichter, Dramaturg und Politiker                           |       |       |
|     | Ali Rıza Efendi                  | Vater von Mustafa Kemal Atatürk                                           |       |       |
|     | Amédée Beaujean                  | französischer Altphilologe, Romanist und Lexikograf                       |       |       |
|     | Robert Berndt                    | deutscher Politiker                                                       |       |       |
|     | Wanda von Bogdani                | polnische Opernsängerin (Sopran) und Gesangspädagogin                     |       |       |
|     | Carl Friedrich de Boor           | deutscher Jurist und Politiker, MdHB                                      |       |       |
|     | Eduard Bote                      | deutscher Musikverleger                                                   |       |       |
|     | Johann Georg Brill               | deutsch-amerikanischer Ingenieur und Unternehmer                          |       |       |
|     | Eugenio Cambaceres               | argentinischer Politiker und Schriftsteller                               |       |       |
|     | Anne Childes Seguin              | US-amerikanische Opernsängerin                                            |       |       |
|     | Ludwig August Colding            | dänischer Physiker und Ingenieur                                          |       |       |
|     | John Henry Dell                  | englischer Maler und Illustrator                                          |       |       |
|     | Alexander Joseph Daiwaille       | niederländischer Porträt- und Landschaftsmaler                            |       |       |
|     | Johann Hinrich Färber            | deutscher Orgelbauer                                                      |       |       |
|     | Aurelio García y García          | Konteradmiral der peruanischen Marine                                     |       |       |
|     | Karl Emil Gebauer                | deutscher evangelischer Pfarrer und topographischer Schriftsteller        |       |       |
|     | Otto Griepenkerl                 | deutscher Arzt und Paläontologe                                           |       |       |
|     | Émile Hennequin                  | französischer Philosoph, Journalist und Literaturkritiker                 |       |       |
|     | William Samuel Henson            | englischer Konstrukteur und Pionier des Motorfluges                       |       |       |
|     | Friedrich Carl Hösch             | deutscher Lithograf, Illustrator, Maler und Grafiker                      |       |       |
|     | Alexander Jomini                 | russischer Diplomat und Politiker                                         |       |       |
|     | Mary Jane Kinnaird               | englische Philanthropin                                                   |       |       |
|     | Hans Köppen                      | deutscher Verwaltungsbeamter                                              |       |       |
|     | Max Kuhn                         | deutscher Maler und Lithograf                                             |       |       |
|     | Johanna Küstner                  | deutsche Hochschulleiterin                                                |       |       |
|     | Arthur Thomas Malkin             | englischer Bergsteiger und Schriftsteller                                 |       |       |
|     | Marko Pascha                     | osmanischer Arzt und der erste Präsident des Türkischen Roten Halbmonds   |       |       |
|     | Ivan Musić                       | katholischer Geistlicher und Widerstandskämpfer                           |       |       |
|     | Arthur Nikutowski                | deutscher Maler                                                           |       |       |
|     | Théodore Nisard                  | französischer Geistlicher, Organist und Musikwissenschaftler              |       |       |
|     | Friedrich Paetel                 | deutscher Kommunalpolitiker, Malakologe und Conchylien-Sammler            |       |       |
|     | William Gifford Palgrave         | britischer Orientreisender                                                |       |       |
|     | Luigi Piattoli                   | italienischer Ingenieur, Architekt und Maler                              |       |       |
|     | Franziska Pixis                  | deutsche Opernsängerin (Mezzosopran)                                      |       |       |
|     | Emili Pou y Bonet                | spanischer Ingenieur und Baumeister                                       |       |       |
|     | Moritz von Prittwitz und Gaffron | preußischer Richter, Verwaltungsjurist und Landrat                        |       |       |
|     | Fritz Ritter                     | deutscher Architekturmaler und Radierer                                   |       |       |
|     | Michael Scharl                   | deutscher Kommunalpolitiker                                               |       |       |
|     | Franz Schmidt                    | deutscher Mechaniker und Unternehmer                                      |       |       |
|     | Amalie Schneider-Schlöth         | Schweizer Kochbuchautorin                                                 |       |       |
|     | August Schoefft                  | österreichisch-ungarischer Maler                                          |       |       |
|     | Friedrich Schröter               | deutscher Rittergutsbesitzer und Politiker                                |       |       |
|     | Keme Bourema Touré               | General Samory Tourés Armee                                               |       |       |
|     | Joel Turner                      | US-amerikanischer Politiker                                               |       |       |
|     | Rudolph Philip Waagner           | österreichischer Bauingenieur                                             |       |       |
|     | Alois Zgraggen                   | letzter Postkondukteur, der eine Postkutsche über den Gotthard begleitete |       |       |